# 그라나도 에스파다
그라나도 에스파다(Granado Espada, GE)는 imc GAMES에서 개발하고 한빛소프트에서 퍼블리싱하는 MMORPG이다. 게임의 시대 구성은 17세기 유럽에서 모티브를 차용하였다. imc GAMES의 대표인 김학규는 라그나로크 온라인의 프로듀서를 맡았던 것으로 유명하다. 2010년 '르네상스'라는 개편 타이틀로 부흥하고 있다.

## 캐릭터
시작과 함께 사용자는 5종류의 기본 캐릭터를 선택할 수 있다. 그리고 게임을 진행하면서 각 마을에 있는 다양한 NPC들을 퀘스트를 통하여 이유 있는 영입이 가능하게 만들어져 있어, 하나의 직업을 사용하는 다른 게임과는 달리 자신의 배럭 수만큼 여러 캐릭터의 영입이 가능하다. 르네상스 업데이트 이후 처음 시작하는 유저는 캐릭터 생성시 '스카우트'를 포함하도록 변경되었다.

### 기본 캐릭터
- 파이터(Fighter) - 힘 60/민첩 60/체력 70/기술 60/지능 30/매력 30

- 직업스킬: 프로보크
- 착용가능 무기계열: 검, 권총, 단검, 대검, 둔기, 레이피어, 방패, 세이버, 자벨린, 폴암
- 착용가능 방어구계열: 메탈아머, 레더아머, 레더아머(파이터)

여타 게임의 '전사'와 비슷한 개념의 캐릭터라고 보면 된다. 주로 조합 내에서 '탱커'와 '근접 대미지 딜링'의 포지션을 맡게된다. 거의 대부분의 근접 계열 무기를 사용할 수 있으며, 권총 또한 사용할 수 있다. 게임 내에서 전투형 까뜨린느를 제외하고 가장 스탠스가 많으며, 별자리 스탠스도 가장 많다. 직업스킬 '프로보크' 덕분에 레이드에서 탱커로서 탁월한 능력을 발휘한다. 별자리 스탠스인 '크루세이더'의 추가로 인해 계속 탱커로서의 입지를 굳히고 있다. 개발사의 각 기본 캐릭터 별로 고유의 스탠스를 지니게 해주기 위한 시도에 따라 전용 별자리 스탠스인 '펠타스트'를 익힐 수 있게 되었다.
- 스탠스

| 무기          | 베테랑 미만     | 베테랑 이상   | 익스퍼트 이상   |
| ------------- | --------------- | ------------- | --------------- |
| 검            | 백 가드         | -             | 에퀴테스        |
| 검+방패       | 백 가드         | -             | -               |
| 검+방패       | 하이 가드       | -             | -               |
| 둔기          | 백 가드         | -             | -               |
| 둔기+방패     | 백 가드         | 디펜더        | 크루세이더      |
| 검+검         | 핵 앤 슬래쉬    | -             |                 |
| 검+권총       | 헤븐 오어 헬    | -             | -               |
| 레이피어      | 에페 갸르드     | -             | -               |
| 레이피어      | 사브르 갸르드   | -             | -               |
| 레이피어+권총 | -               | 아방셰 갸르드 | -               |
| 세이버        | 미들 가드       | 로우 가드     | -               |
| 대검          | 플로우 가드     | 사이드와인더  | 행잉 가드       |
| 대검          | 루프 가드       | 사이드와인더  | 행잉 가드       |
| 폴암          | 블란디르 크루스 | 마이티 크루스 | 트로나다 크루스 |
| 자벨린        | -               | 스태브 가드   | 펠타스트        |
| 자벨린+방패   | -               | 스태브 가드   | 펠타스트        |
| 권총          | 프리스타일 샷   | -             | -               |
| 권총+권총     | 더블건 샷       | -             | -               |
- 위자드 - 힘 30/민첩 50/체력 40/기술 40/지능 70/매력 70

- 직업스킬: 에너지 쉴드
- 착용가능 무기계열: 로드, 스태프, 특수로드
- 착용가능 방어구계열: 코트, 코트(위자드)

다른 게임의 '마법사'의 개념과는 조금 다른 캐릭터이다. 마법을 통한 '대미지 딜링'보다는 '보조 딜링'의 포지션과 '디버프'의 포지션을 지닌다. 염력 마법 공격을 할 수 있는 로드와 스태프 등을 무기로 사용한다. 직업 스킬인 '에너지 쉴드'는 적에게 받은 대미지를 HP가 아닌 일정 비율의 SP로 흡수한다. 단, SP가 0이 되면 자동으로 해제된다. 공중부양 스탠스인 '레비테이션'과 별자리 스탠스인 '다크니스'를 배울 수 있다. 최근에 전용 별자리 스탠스인 '텔레키네시스'가 추가되었다. 텔레키네시스는 광범위 물리속성 공격을 하는 스탠스로 PvP에서 강한 면모를 보여주고 있다.
- 스탠스

| 무기     | 베테랑 미만    | 베테랑 이상 | 익스퍼트 이상 |
| -------- | -------------- | ----------- | ------------- |
| 스태프   | 일루저니스트   | 아나테마    | 다크니스      |
| 스태프   | 사이코키네시스 | 아나테마    | 다크니스      |
| 스태프   | 레비테이션     | 아나테마    | 다크니스      |
| 특수로드 | ESP            | -           | 다크니스      |
| 특수로드 | 일루저니스트   | -           | 다크니스      |
| 특수로드 | 사이코키네시스 | -           | 다크니스      |
| 특수로드 | 레비테이션     | -           | 다크니스      |
| 로드     | ESP            | 인캔테이션  | 텔레키네시스  |
| 로드     | 사이코키네시스 | 인캔테이션  | 텔레키네시스  |
| 로드     | 레비테이션     | 인캔테이션  | 텔레키네시스  |
- 스카우트(Scout) - 힘 30/민첩 70/체력 50/기술 70/지능 50/매력 30

- 직업스킬: 힐링
- 착용가능 무기계열: 단검, 로자리오
- 착용가능 방어구계열: 레더아머, 레더아머(스카우트)

게임 초중반까지 없어서는 안 될 캐릭터로써 여타 게임에서의 '힐러'와 '버퍼'의 포지션을 지니며, 추가적으로 '보조 딜러'의 포지션도 지니는 캐릭터. 킵모드 시 직업스킬인 '힐링'을 자동으로 사용하여 캐릭터들의 체력을 채워주며, 스킬을 통해 '소생'을 해주기도 한다. 근접 무기인 '단검'을 착용할 수 있어 파이터가 없는 조합에서 스카우트로 대신 '보조 탱커'의 역할을 하기도 한다.
- 스탠스

| 무기      | 베테랑 미만     | 베테랑 이상       | 익스퍼트 이상 |
| --------- | --------------- | ----------------- | ------------- |
| 맨손      | 퍼스트 에이드   | 택티컬 어시스턴스 | -             |
| 맨손      | 포르티투토      | 택티컬 어시스턴스 | -             |
| 맨손      | 인스톨 트랩     | 택티컬 어시스턴스 | -             |
| 로자리오  | 퍼스트 에이드   | 택티컬 어시스턴스 | 인핸스 택틱스 |
| 로자리오  | 포르티투토      | 택티컬 어시스턴스 | 인핸스 택틱스 |
| 단검      | 에스크리마      | -                 | 아르니스      |
| 단검+단검 | 두발라다 코르테 | -                 | -             |
- 머스킷티어(Musketeer) - 힘 50/민첩 60/체력 50/기술 80/지능 30/매력 30

- 직업스킬: 콘센트레이트
- 착용가능 무기계열: 권총, 장총, 총검
- 착용가능 방어구계열: 코트, 코트(머스킷티어)

장총과 권총을 사용하는 캐릭터로 여타 게임의 '대미지 딜러'의 모습을 보여주는 캐릭터. 초반 강력한 화력으로 손쉬운 사냥을 할 수 있다. 하지만 낮은 체력과 광역 스킬이 거의 없어 다수의 몬스터를 잡는 몰이 사냥보다 소수의 몬스터를 잡는 레이드 등에서 강력한 면모를 보인다. 평타 공격시 탄환이 소모되며, 탄환은 마을의 도구상점이나 탄환 충전기를 이용하여 구입할 수 있다. 킵에서도 가장 강력한 면모를 보이는 캐릭터이긴 하지만 탄환 수의 제한이 있어 장시간 킵은 불가능 하다. 직업스킬인 '콘센트레이트'는 몬스터 타격시의 대미지와 명중률, 크리티컬을 높여주는 스킬이다. 전용 별자리 스탠스인 '언리미티드 샷'은 쌍권총 익스퍼트 스탠스로 평타로 가장 강력한 대미지 딜링을 보여주는 스탠스 중 하나이다.
- 스탠스

| 무기      | 베테랑 미만   | 베테랑 이상   | 익스퍼트 이상 |
| --------- | ------------- | ------------- | ------------- |
| 권총      | 에이밍 샷     | 사이트 샷     | -             |
| 권총      | 프리스타일 샷 | 사이트 샷     | -             |
| 권총+권총 | 더블건 샷     | 아웃레이지 샷 | 언리미티드 샷 |
| 장총      | 스탠딩 샷     | -             | 플린트락      |
| 장총      | 닐링 샷       | -             | 플린트락      |
| 총검      | 스탠딩 샷     | 인카운터 샷   | 플린트락      |
| 총검      | 닐링 샷       | 인카운터 샷   | 플린트락      |
- 워록(Warlock) - 힘 30/민첩 30/체력 40/기술 50/지능 80/매력 70

- 직업스킬: 엘리멘탈 페네트레이션
- 착용가능 무기계열: 빙한 팔찌, 전격 팔찌, 특수 팔찌, 화염 팔찌
- 착용가능 방어구계열: 로브

여타 게임에서의 '마법사'의 모습을 한 '광역 대미지 딜러'의 포지션을 지닌 캐릭터. 다양한 속성마법과 강력한 광역 살상력을 가지고 있으며, 상향과 하향을 매번 당하며 업데이트 때마다 논란의 중심에 서게 되는 캐릭터이다. 몰이 사냥에 특화되어있으며 속성 버프와 강력한 마법 공격력 덕에 레이드에 없어서는 안될 캐릭터이다. 직업스킬인 '엘리멘탈 페네트레이션'은 속성 저항력 무시 효과가 있어 워록의 속성 마법을 더욱 강하게 해준다.
- 스탠스

| 무기                | 베테랑 미만         | 베테랑 이상         | 익스퍼트 이상       |
| ------------------- | ------------------- | ------------------- | ------------------- |
| 화염 팔찌           | 포제션 파이어       | -                   | -                   |
| 화염 팔찌+화염 팔찌 | 포제션 파이어       | 도미네이션 파이어   | 매직 오브 오컬티즘  |
| 화염 팔찌+화염 팔찌 | 에보케이션 파이어   | 도미네이션 파이어   | 매직 오브 오컬티즘  |
| 화염 팔찌+특수 팔찌 | 포제션 파이어       | 도미네이션 파이어   | 매직 오브 오컬티즘  |
| 화염 팔찌+특수 팔찌 | 에보케이션 파이어   | 도미네이션 파이어   | 매직 오브 오컬티즘  |
| 빙한 팔찌           | 포제션 아이스       | -                   | -                   |
| 빙한 팔찌+빙한 팔찌 | 포제션 아이스       | 도미네이션 아이스   | 매직 오브 오컬티즘  |
| 빙한 팔찌+빙한 팔찌 | 에보케이션 아이스   | 도미네이션 아이스   | 매직 오브 오컬티즘  |
| 빙한 팔찌+특수 팔찌 | 포제션 아이스       | 도미네이션 아이스   | 매직 오브 오컬티즘  |
| 빙한 팔찌+특수 팔찌 | 에보케이션 아이스   | 도미네이션 아이스   | 매직 오브 오컬티즘  |
| 전격 팔찌           | 포제션 라이트닝     | -                   | -                   |
| 전격 팔찌+전격 팔찌 | 포제션 라이트닝     | 도미네이션 라이트닝 | 매직 오브 오컬티즘  |
| 전격 팔찌+전격 팔찌 | 에보케이션 라이트닝 | 도미네이션 라이트닝 | 매직 오브 오컬티즘  |
| 전격 팔찌+특수 팔찌 | 포제션 라이트닝     | 도미네이션 라이트닝 | 매직 오브 오컬티즘  |
| 전격 팔찌+특수 팔찌 | 에보케이션 라이트닝 | 도미네이션 라이트닝 | 매직 오브 오컬티즘  |
| 특수 팔찌           | 포제션 파이어       | -                   | -                   |
| 특수 팔찌           | 포제션 아이스       | -                   | -                   |
| 특수 팔찌           | 포제션 라이트닝     | -                   | -                   |
| 특수 팔찌           | 로드 오브 엘리멘탈  | -                   | -                   |
| 특수 팔찌+특수 팔찌 | -                   | -                   | 매직 오브 오컬티즘  |
| 특수 팔찌+특수 팔찌 | -                   | -                   | 오컬티즘 어시스턴스 |

### 영입 캐릭터

#### 리볼도외
- 끌로드 보데(Claude Baudez) - 힘 80/민첩 50/체력 80/기술 50/지능 30/매력 40

- 초기 레벨: 60
- 직업 스킬: 멜트 웨폰
- 착용 가능 무기계열: 검, 대검, 둔기, 세이버, 자벨린, 폴암
- 착용 가능 방어구계열: 레더아머, 레더아머(파이터), 메탈아머

리볼도외의 무기 상인이다. 근성론자로써 개척 가문에게 근성을 기를 수 있는 퀘스트를 내준다. 기본 스탯이 파이터보다 좋아서 폴암을 쓰려는 사람들에게 잘 쓰인다. 직업 스킬인 멜트 웨폰은 타격 대상의 공격등급을 1 낮출 수 있는 유용한 스킬이다. 별자리 스탠스 '트로나다 크루스'를 익힐 수 있다.
- 나집 샤리프(Najib Sharif) - 힘 60/민첩 70/체력 50/기술 70/지능 30/매력 30

- 초기 레벨: 60
- 직업 스킬: 샌드 스톰
- 착용 가능 무기계열: 세이버, 장총, 총검
- 착용 가능 방어구계열: 레더아머, 레더아머(파이터)

리볼도외의 총포상인이다. 타르가 출신이며 장사수완이 꽤 좋은 듯하다. 상당히 쓸만하나 세이버 계열에서는 아델리나에게 밀리고, 장총 계열에서는 머스킷티어, 베르넬리 등에게 밀린다. 이리 치이고 저리 치이는 비운의 캐릭터. 직업 스킬이 추가되면서 살아나나 싶었지만 '샌드 스톰'은 근접스킬인데다 범위가 좁은 탓에 다시 한 번 외면 받았다. 하지만 최근 압도적인 단일 공격스킬 사거리를 가지고 있는 새로운 별자리 스탠스인 '스나이퍼'가 추가되어 장총 계열에 새로운 바람을 불어 넣고있다. 별자리 스탠스 '블러드 피스트'와 '플린트락','스나이퍼'를 익힐 수 있다.
- 라미로(Ramiro) - 힘 60/민첩 80/체력 40/기술 50/지능 40/매력 20

- 초기 레벨: 20
- 직업 스킬: 스프린트
- 착용 가능 무기계열: 검, 망고슈
- 착용 가능 방어구계열: 레더아머, 레더아머(파이터)

리볼도외 퀸즈 게이트로 가면 만날 수 있는 초딩캐릭터 3인방 중 하나. 신대륙 2세대로 천둥벌거숭이다. 특이하게 대검 계열 스탠스를 검으로 사용하고, 세이버 계열 스탠스를 망고슈로 사용하나 검과 망고슈의 기본 대미지가 검과 세이버에 비해 많이 약함으로 효율은 좋지 못하다. 직업스킬로 '스플린트'라고 하는 이동속도가 100% 늘어나는 재미있는 스킬을 가지고 있다. 영입 후 레벨이 베테랑이 되면 퀘스트로 힘 스탯 10이 붙어있는 코스튬을 얻을 수 있다. 별자리 스탠스 '행잉 가드'와 '블러드 피스트'를 익힐 수 있다.
- 리볼도외 솔저(Reboldoeux Soldier) - 힘 60/민첩 50/체력 60/기술 40/지능 30/매력 30

- 초기 레벨: 1
- 직업 스킬: 터네서티
- 착용 가능 무기계열: 검, 둔기, 방패, 폴암
- 착용 가능 방어구계열: 레더아머, 레더아머(파이터), 메탈아머

리볼도외를 지키는 병사 NPC. 간단한 튜토리얼을 마치면 받을 수 있다. 직업 스킬인 '터네서티'는 파이터의 직업 스킬인 '프로보크'와 유사하며, 추가적으로 체력 등의 능력치가 상승한다. 생성시 남/여 성별을 선택할 수 있다. 별자리 스탠스 '에퀴테스'와 '크루세이더', '트로나다 크루스'를 익힐 수 있다.
- 브루니 에띠엔(Brunie Etienne) - 힘 40/민첩 90/체력 40/기술 70/지능 30/매력 30

- 초기 레벨: 40
- 직업 스킬: 페이탈 블루스
- 착용 가능 무기계열: 권총
- 착용 가능 방어구계열: 코트, 코트(위자드)

리볼도외에서 주택관리사라는 알 수 없는 직업을 가지고 있지만, 실은 과거에 유명한 트레저헌터였다. 권총 계열의 베테랑 스탠스인 사이트 샷과 아웃레이지 샷이 너무 좋은 나머지 권총 계열의 익스퍼트 스탠스 추가는 예정에 없는 일이었으나, 권총 유저들의 열화와 같은 성원에 힘입어 익스퍼트 스탠스를 얻게 되었다. 직업 스킬인 '페이탈 블루스'는 상대방에게 사격계열 공격의 추가 대미지를 입힐 수 있는 치명상이라는 디버프를 입히는 버프형 스킬이다. 별자리 스탠스인 '원티드 샷'과 연계하면 엄청난 대미지를 뽑아 낼 수 있다. 별자리 스탠스인 '원티드 샷'을 익힐 수 있다.
- 앙드레 장쥐르(Andre Janzur) - 힘 70/민첩 60/체력 70/기술 60/지능 40/매력 30

- 초기 레벨: 60
- 직업 스킬: 퐌따스틱
- 착용 가능 무기계열: 레이피어, 망고슈
- 착용 가능 방어구계열: 레더아머, 레더아머(파이터), 레더아머(스카우트), 코트, 코트(머스킷티어), 코트(위자드), 로브

그라나도 에스파다 최고의 디자이너. 앙드레 김을 모티브로 만들었다. 마을에서 그의 스피릿이 들어가있는 포즈 가이드 북을 판매하고 있다. 원래 직업 스킬로 '의상 듸쟈인(명품류/코스튬 종류)'이라는 제조 스킬을 가지고 있었으나, 제조 스킬이 사라지고 '퐌따스틱'이라는 직업 스킬이 새로 생겼다. 직업스킬인 '퐌따스틱'은 모든 스킬 저항율이 증가하고 적의 방어구 타입에 따라 추가 대미지를 입힐 수 있는 버프형 스킬이다. 별자리 스탠스 '라피에르'를 익힐 수 있다.
- 엔지 셜리(Angie Shirley) - 힘 40/민첩 60/체력 50/기술 60/지능 50/매력 40

- 초기 레벨: 20
- 직업 스킬: 건설물 철거
- 착용 가능 무기계열: 망치
- 착용 가능 방어구계열: 레더아머, 레더아머(스카우트)

리볼도외 퀸즈 게이트로 가면 만날 수 있는 NPC. 잭의 조카로서 삼촌의 반대를 무릅쓰고 신대륙으로 넘어왔다. 유료 영입캐릭터였으나 르네상스 업데이트를 통하여 무료로 영입할 수 있게 되었다. 잭의 '컨스트럭션'와 예가네의 '스트럭처 빌드' 스탠스 모두 사용할 수 있는 캐릭터이다. 별자리 스탠스 '아키텍처'를 익힐 수 있다.
- 예가네(Yeganeh) - 힘 60/민첩 50/체력 50/기술 70/지능 40/매력 30

- 초기 레벨: 40
- 직업 스킬: 건설물 철거
- 착용 가능 무기계열: 검, 망치
- 착용 가능 방어구계열: 레더아머, 레더아머(스카우트)

리볼도외의 목공수 아저씨. 잭과는 막역한 사이이다. 개척 초기 무법시절 돈을 받고 살인을 저지르던 해결사를 한 적이 있다. 방어형 공병스킬인 '스트럭처 빌드 '스탠스를 사용한다. 별자리 스탠스 '가디언 스트럭처'를 익힐 수 있다.
- 잇지 임부를리아(Idge Imbrulia) - 힘 60/민첩 70/체력 50/기술 60/지능 30/매력 30

- 초기 레벨: 40
- 직업 스킬: 멜트 아머
- 착용 가능 무기계열: 대검, 폴암
- 착용 가능 방어구계열 ; 레더아머, 레더아머(파이터), 메탈아머

리볼도외의 강화상인이다. 개척민들이 다치는 것을 보고 방어구 제작을 시작한 마음 착한 아가씨. 직업스킬로 갑옷 제조(레더/중갑)를 가지고 있었으나, 직업 스킬 패치를 통하여 '멜트 아머'라는 직업 스킬을 가지게 되었다. 끌로드의 '멜트 웨폰'과는 반대로 방어등급을 1 낮춘다. 대검 계열에는 그랑마, 아소카 등등 이와 비슷한 비교적 성능이 높은 캐릭들이, 폴암 계열에 끌로드와 알레한드로와 같은 기본 힘 스탯이 높은 캐릭이 있어서 크게 쓰이지는 않지만 외형 때문에 잇지를 선호하는 유저들도 꽤 있으며, 폴암 계열 답지않은 빠른 공속 때문에 사용하는 유저도 있다. 별자리 스탠스인 '트로나다 크루스'와 '행잉 가드'를 익힐 수 있다.
- 배틀스미스 잇지(Idge the Battlesmith) - 힘 60/민첩 80/체력 50/기술 60/지능 30/매력 30

- 초기 레벨: 40
- 직업 스킬: 배틀스미스
- 착용 가능 무기계열: 검, 대검, 방패, 폴암
- 착용 가능 방어구계열 ; 레더아머, 레더아머(파이터), 메탈아머

한국어판에선 더 이상 구할 수 없는 레어 NPC. 잇지에 능력치(민첩 10)와 외형을 향상시킨 캐릭터이다. 잇지와는 다르게 검과 방패 착용이 가능하다. 유료화 기간 중에 포인트를 통하여 구매 할 수 있었으며, 부분유료화로 전환한 이 후에는 구할 수 없게 되었다. (09년도 이벤트 때, 일정 기간 동안 페소로 살 수 있었다.) 직업 스킬인 '배틀스미스'는 최근에 도입된 '트리거 형' 스킬로 사용하면 한번 사용하면 잇지의 직업스킬 '멜트 아머'상태가 되고, 한번 더 사용하면 끌로드의 직업 스킬인 '멜트 웨폰' 상태로 전환된다. 공격등급과 방어등급을 같이 낮출 수 있는 유용한 스킬이다. 잇지보다 더 높은 공속 덕택에 폴암으로 최저 공속을 보여주는 캐릭터이다. 별자리 스탠스인 '트로나다 크루스'와 '행잉 가드'를 익힐 수 있다.
- 잭(Jack) - 힘 50/민첩 70/체력 50/기술 60/지능 40/매력 30

- 초기 레벨: 20
- 직업 스킬: 건설물 철거
- 착용 가능 무기계열: 망치, 폴암
- 착용 가능 방어구계열: 레더아머, 레더아머(스카우트)

과거 3년쟁에서 패한 브리스티아의 전투공병 출신이며, 현재는 리볼도외 채석장의 오너(Owner)이다. 엔지 셜리의 삼촌이며 공격형 공병 스탠스인 '컨스트럭션'이 있다. 별자리 스탠스 '디스트로이어'를 익힐 수 있다.
- 판필로 드 나르바에스(Panfilo de Narvaez) - 힘 60/민첩 50/체력 60/기술 40/지능 60/매력 30

- 초기 레벨: 40
- 직업 스킬: 전투요리
- 착용 가능 무기계열: 검, 세이버, 화염팔찌
- 착용 가능 방어구계열: 레더아머, 레더아머(파이터)

과거 일리에의 부대에서 급양장교로 복무하였다. 그 때부터 익히게 된 자신만의 전투요리라는 고유 요리스타일. 그리고 그 전투요리를 발전시키기 위해서 신대륙으로 이주해왔다. 파이터의 검, 세이버 스탠스와 워록의 화염 마법 스탠스를 더한 '플레임 가드'라는 스탠스를 가진 마검사 캐릭터이다. 하지만 파이터로 쓰기에도 어중간하고 워록으로 쓰기에도 어중간한 능력치와 어중간한 스탠스로 인기가 없다. 직업 스킬 '전투요리'는 명중률과 크리티컬이 증가하고 적에게 평타공격시 '익스트랙션'에 걸리게 하는 버프형 스킬이며, 생물형 적을 공격하면 식재료가 적출된다. 별자리 스탠스인 '블러드 피스트'와 전용 별자리 스탠스인 '디아블'을 익힐 수 있다.
- 전투요리사 판필로(Panfilo the Battlecook) - 힘 70/민첩 60/체력 70/기술 40/지능 60/매력 30

- 초기 레벨: 40
- 직업 스킬: 그릴
- 착용 가능 무기계열: 검, 세이버, 화염팔찌
- 착용 가능 방어구계열: 레더아머, 레더아머(파이터), 메탈아머

한국어판에선 더 이상 구할 수 없는 레어 NPC. 판필로에 능력치(힘10, 체력 10)와 외형을 향상시키고 캐릭터이다. 판필로와는 다르게 중갑 착용이 가능하다. 부분유료화로 전환할 당시에 고객감사 이벤트로 추첨을 통하여 유료화를 이용한 100명의 유저들에게 해적 아델리나와 전투요리사 판필로 중 선택하여 가질 수 있게 하였으나 10명 중 9명은 해적 아델리나를 선택하는 바람에 해적 아델리나와는 다른 의미로 구하기 힘들어졌다. (09년도 이벤트 때, 일정 기간 동안 페소로 살 수 있었다.) 직업스킬 패치를 통해 '그릴'이라는 스킬을 얻게되었다. '그릴'은 스쿼드 원의 명중률과 크리티컬을 향상시켜주는 버프이다. 별자리 스탠스인 '블러드 피스트'와 전용 별자리 스탠스인 '디아블'을 익힐 수 있다.

#### 코임브라
- 그라시엘로(Gracielo) - 힘 60/민첩 70/체력 65/기술 50/지능 30/매력 30

- 초기 레벨: 40
- 직업 스킬: 광풍격살
- 착용 가능 무기계열: 너클, 각반
- 착용 가능 방어구계열: 레더아머, 레더아머(파이터), 레더아머(스카우트)

코임브라에 서식하고 있는 깡패. 제일 처음으로 추가된 격투가 계열 캐릭터이다. 스탠스로는 '무경오서 - 바람의 장'을 가지고 있다. 직업 스킬 '광풍격살'은 전격 속성 공격력과 저항력을 높여주며 관통력과 면역도가 올라가고 공격시 일정확률로 '전기장'에 걸리게 하는 버프형 스킬이다. 별자리 스탠스 '무경오서 - 마샬 아츠'를 배울 수 있다.
- 그레이스 베르넬리(Grace Bernelli) - 힘 40/민첩 70/체력 40/기술 90/지능 30/매력 30

- 초기 레벨: 40
- 직업 스킬: 디텍션
- 착용 가능 무기계열: 권총, 샷건, 장총, 총검
- 착용 가능 방어구계열: 레더아머, 코트, 코트(머스킷티어)

코임브라의 총포상인이다. 과거 베스파뇰라에 합병당한 브리스티아의 정보장교였다. 한글판에선 무슨 이유인지 이름(그레이스)이 아닌 성(베르넬리)으로 표시되어있다.높은 기술 능력치로 영입 캐릭터 중에서 높은 인기를 얻고 있는 캐릭터 중 하나이다. 샷건의 베테랑 스탠스인 '기간틱 블래스터'의 업데이트 이후 인기를 끌고 있다. 별자리 스탠스 '슈페리어 블래스터'의 '하운드'스킬은 내 캐릭을 포함한 모든 스쿼드원에게 몬스터에 대한 추가 공격력과 크리티컬율이 올라가는 스킬이다. 직업 스킬인 '디텍션'은 PvP시 투명 캐릭터와 로르크의 트랩 등을 견제 할 수 있다. 별자리 스탠스 '슈페리어 블래스터'와 '플린트락'을 익힐 수 있다.
- 리사 린웨이(Lisa Lynway) - 힘 60/민첩 80/체력 50/기술 60/지능 40/매력 20

- 초기 레벨: 20
- 직업 스킬: 그라인딩
- 착용 가능 무기계열: 단검
- 착용 가능 방어구계열: 레더아머, 레더아머(파이터)

코임브라 명물 카페 '바다코끼리'의 주인. 신대륙 2세대이다. 단검 계열 영입캐릭터로 힘은 높은 편이 아니나 민첩이 월등히 높아 빠른 사냥 및 공격 속도를 보여 준다. 타 캐릭터들에 밀려서 거의 쓰지 않게 되었다가, 최근 리사 전용 쌍단검 익스퍼트 스탠스인 '블리츠 어썰트'의 추가로 인해 각광받고 있다. 또한 직업 스킬인 '그라인딩'은 트리거 형 스킬로 상대의 물리 방어력을 깎거나 마법 저항력을 깎는 디버프를 걸어주어 레이드시 유용한 캐릭터이다. 별자리 스탠스 '아르니스'와 나중에 퀘스트로 얻을 수 있는 '블리츠 어썰트'를 익힐 수 있다.
- 소호(Soho) - 힘 60/민첩 70/체력 50/기술 60/지능 30/매력 30

- 초기 레벨: 20
- 직업 스킬: 힐링
- 착용 가능 무기계열: 단검, 로자리오
- 착용 가능 방어구계열: 레더아머, 레더아머(스카우트)

코임브라의 강화 상인이다. 업데이트를 거치며 외견상 많은 부분이 변했다. 코임브라에서 태어난 신대륙 2세로 항상 사람들에게 존대말을 사용한다. 파이터의 단검 스탠스와 스카우트의 버프 스탠스를 사용하는 영입캐릭터이지만 소생 스킬의 부재가 단점으로 꼽힌다. 하지만 버프와 딜을 동시에 겸할 수 있다. 주로 스카우트 대신 조합에 들어가서 버퍼와 보조 딜러로써 사용된다. 별자리 스탠스인 '아르니스'와 '인핸스 택틱스'를 익힐 수 있다.
- 바람의 소호(Soho the Wind) - 힘 60/민첩 70/체력 50/기술 60/지능 30/매력 30

- 초기 레벨: 40
- 직업 스킬: 힐링
- 사용가능 무기계열: 각반, 너클, 단검, 로자리오
- 사용가능 방어구계열: 레더아머, 레더아머(파이터), 레더아머(스카우트)

한국어판에선 더 이상 구할 수 없는 레어 NPC. 소호에 외형을 향상시킨 캐릭터이다. 다른 레어 영입캐릭터와는 다르게 스탯상의 변화는 없다. 소호와는 다르게 너클과 각반 착용이 가능하다. 유료화 기간 중에 포인트를 통하여 구매 할 수 있었으며, 부분유료화로 전환한 이후에는 구할 수 없게 되었다. 별자리 스탠스인 '아르니스'와 '인핸스 택틱스' 그리고 '무경오서 - 마샬아츠'를 익힐 수 있다.
- 아델리나 에스페란자(Adelina Esparanza) - 힘 60/민첩 80/체력 60/기술 60/지능 30/매력 40

- 초기 레벨: 40
- 직업 스킬: 분노
- 사용가능 무기계열: 권총, 세이버
- 사용가능 방어구계열: 레더아머, 레더아머(파이터)

코임브라의 무기상인이다. 개척민이 되기 전엔 사략선 도스팔라스호의 선장이었다. 발레아레스 전투에서 그녀의 연인과 부하들을 모두 잃었다. 영입 후에 이와 관련된 전용 퀘스트를 진행할 수 있다. 초기에는 직업 스킬로 검 제조(검/단검)가 있었으나, 직업 스킬인 '분노'가 추가가 되었다. 직업 스킬 '분노'는 일정 시간 후 자동으로 '피의 축제'라는 버프로 전환되며, 피의 축제 버프가 걸려있는 상태에서 블러드 피스트의 스킬을 사용하면 추가 대미지를 입힐 수 있다. 별자리 스탠스인 '블러드 피스트'를 익힐 수 있다.
- 해적 아델리나(Adelina the Pirate) - 힘 60/민첩 90/체력 60/기술 60/지능 30/매력 30

- 초기 레벨: 60
- 직업 스킬: 레비아탄 로어
- 사용가능 무기계열: 권총, 세이버
- 사용가능 방어구계열: 레더아머, 레더아머(파이터)

한국어판에선 더 이상 구할 수 없는 레어 NPC. 아델리나에 능력치(민첩 10)와 외형을 향상시킨 캐릭터이다. 부분유료화로 전환할 당시에 고객감사 이벤트로 추첨을 통하여 유료화를 이용한 100명의 유저들에게 해적 아델리나와 전투요리사 판필로 중 선택하여 얻을 수 있었다. 직업 스킬인 '레비아탄 로어'는 주변에 근접한 캐릭터들을 '공포' 상태에 빠트린다. 정신저항을 무시하고 들어가기 때문에 걸릴 확률이 매우 높다. 별자리 스탠스인 '블러드 피스트'를 익힐 수 있다.
- 아이라완(Irawan) - 힘 80/민첩 65/체력 50/기술 50/지능 30/매력 30

- 초기 레벨: 60
- 직업 스킬: 화염의 혼
- 사용가능 무기계열: 각반, 너클
- 사용가능 방어구계열: 레더아머, 레더아머(파이터), 레더아머(스카우트)

코임브라 전망대로 가면 만날수 있는 NPC. 그라나도 에스파다 세상의 시암의 사절단으로 본인의 임무를 마치고 시암으로 돌아가던 중 거센 폭풍우를 만나 그라나도 에스파다에 도착하게 되었다. 본국의 지령에 따라 개척 가문과 함께 하게 된다. 격투 스탠스 중 하나인 '무경오서 - 화염의 장' 을 습득하고 있다. 유료 영입캐릭터답게 '무경오서 - 바람의 장'과 '무경오서 - 대지의 장'도 사용할 수 있다. 원래 유료 영입캐릭터였으나 르네상스 업데이트로 무료 영입캐릭터로 전환되었다. 직업 스킬인 '화염의 혼'은 화염속성 공격력과 저항력이 높아지고, 관통력과 면역도가 올라가며, 공격시 일정 확률로 '화염'에 걸리게 하는 버프형 스킬이다. 화염에 걸리면 스킬사용이 불가능해지며 최대체력이 줄어들고 소비형 아이템(포션류)을 사용 못하게 된다. 별자리 스탠스 '무경오서 - 마샬 아츠'를 익힐 수 있다.
- 알레한드로(Alejandro) - 힘 90/민첩 40/체력 70/기술 40/지능 30/매력 30

- 초기 레벨: 60
- 직업 스킬: 투망
- 사용가능 무기계열: 대검, 자벨린, 폴암
- 사용가능 방어구계열: 메탈아머, 레더아머, 레더아머(파이터)

코임브라의 어부. 외모가 좋지 않아서 사용하는 유저들이 많지 않다. 그라나도 추남 랭킹 1,2위를 다투는 캐릭터이지만, 알레한드로 영입 이후 바이런의 퀘스트를 진행하다보면 청년 시절에는 온마을 처녀들의 마음을 흔들어 놓았던 미소년 '알'이었다는 다소 충격적인 사실이 밝혀진다. 힘 스탯이 매우 높기 때문에 끌로드와 더불어서 팀 버프의 목적으로 쓰거나, 또는 폴암을 사용하기 위해 간혹 쓰는 유저들이 있다. 직업 스킬인 '투망'은 공중에 떠있는 유닛을 지상으로 끌어내릴 수 있고, 투망에 걸린 대상의 방어등급을 1깎을 수 있다. 별자리 스탠스인 '트로나다 크루스'를 배울 수 있다.
- 에밀리아 지아니노(Emilia Giaiinio) - 힘 40/민첩 50/체력 40/기술 50/지능 60/매력 60

- 초기 레벨: 40
- 직업 스킬: 힐링
- 착용가능 무기계열: 로드, 특수로드, 로자리오
- 착용가능 방어구계열: 레더아머, 코트, 코트(위자드)

코임브라의 도구상인. 로렌초 박사의 딸이며, 실종된 아버지를 애타게 찾고있다. 스토리에서 상당히 큰 비중을 차지하고 있다. 기본적으로 '퍼스트에이드', 'ESP' 스탠스를 보유하고 있으며, 로드를 착용하면 로드계열 베테랑 스탠스인 '인캔테이션'을 추가로 배울 수 있으며, 로자리오를 착용시 스카우트의 스탠스인 '포르티투도'와 별자리 스탠스 '다크니스'와 '인핸스 택틱스'를 익힐 수 있다.
- 현자 에밀리아(Emilia the Sage) - 힘 40/민첩 50/체력 40/기술 50/지능 80/매력 60

- 초기 레벨: 40
- 직업 스킬: 힐링
- 착용가능 무기계열: 로드, 특수로드, 로자리오
- 착용가능 방어구계열: 레더아머, 코트, 코트(위자드)

한국어판에선 더 이상 구할 수 없는 레어 NPC. 에밀리아에 능력치(지능 10)와 외형을 향상시킨 캐릭터이다. 에밀리아와는 다르게 위자드의 레비테이션 스탠스의 사용이 가능하다. 유료화 기간 중에 포인트를 통하여 구매 할 수 있었으며, 부분유료화로 전환한 이 후에는 구할 수 없게 되었다. (09년도 이벤트 때, 일정 기간 동안 페소로 살 수 있었다.) 에밀리아는 별자리 스탠스인 '인핸스 택틱스'가 추가 되었으나 현자 에밀리아는 '인핸스 택틱스'의 부재로 인해 유저들에 의해 외면받아 배럭이나 청소하는 신세가 되기도 했으나, 8.10.1 패치(2011.07.06)로 '택티컬 어시스턴스'와 '인핸스 택틱스'가 추가되었다. 별자리 스탠스 '다크니스'와 '인핸스 택틱스'를 익힐 수 있다.
- 폭주 에밀리아(Emilia the Lunatic) - 힘 30/민첩 60/체력 30/기술 55/지능 85/매력 65

- 초기 레벨: 60
- 직업 스킬: 세이프 가드
- 착용가능 무기계열: 로드, 스태프, 특수로드
- 착용가능 방어구계열: 코트, 코트(위자드)

에밀리아 안에 20년간 잠들어 있었던 또 다른 자신이다. 별자리의 힘을 무리하게 조합하려다 일깨워 버렸다. 격투가 익스퍼트 스탠스인 '무경오서 - 마샬 아츠'의 퀘스트를 완료해야 퀘스트를 진행할 수 있다. 직업 스킬인 '세이프 가드'는 짧은 시간 동안 자신을 무적으로 만들고 이동속도를 향상시켜주지만 스킬 사용은 제한된다. 그라나도 에스파다에서 최초의 공격형 위자드 익스퍼트 스탠스를 지닌 캐릭터로써 업데이트 이후 강력한 스킬과 직업 스킬을 통해 PvP와 콜로니전을 평정하다시피 했었다. 별자리 스탠스로 '매드니스'를 보유하고 있다.
- 음보마(M' boma) - 힘 30/민첩 30/체력 60/기술 40/지능 70/매력 70

- 초기 레벨: 60
- 직업 스킬: 앱시니아의 힘
- 착용가능 무기계열: 스태프, 특수로드, 화염팔찌, 팔찌
- 착용가능 방어구계열: 로브, 코트, 코트(위자드)

코임브라의 마법도구상인. 강인한 전사들과 마법으로 유명한 앱시니아 출신이다. 위자드의 저주계열 스탠스와 워록의 화염계열 스탠스를 가지고 있다. 위자드 계열 캐릭터 중 체력이 가장 높다. 이 높은 체력수치 덕분에 음퀴벌레(음보마+바퀴벌레:바퀴벌레처럼 죽지 않는다.)라는 별명을 얻었다. 과거에는 직업스킬로 '마법 도구 제조(팔찌/스태프/로드)'를 지니고 있었으나 직업스킬 패치를 통해 '앱시니아의 힘'이라는 스킬을 얻었다. 앱시니아의 힘은 짧은 시간동안 체력량을 상승시켜주며 '마법공격 회피'의 능력 또한 가지고 있다. 별자리 스탠스 '다크니스'를 익힐 수 있다.
- 칼리(Calyce) - 힘 50/민첩 70/체력 50/기술 70/지능 30/매력 30

- 초기 레벨: 60
- 직업 스킬: 캣츠 아이
- 착용가능 무기계열: 단검, 석궁
- 착용가능 방어구계열: 레더아머, 레더아머(파이터)

코임브라의 페가딜라로 가면 만날 수 있는 NPC. 신대륙 2세이다. 어린나이임에도 불구하고 용병단 내에서 실력을 인정받고 있다. 게임시스템 관통력의 추가와 함께 등장하였다. 단검과 석궁을 사용하며, 직업 스킬로 '캣츠 아이'를 가지고 있다. 캣츠 아이는 자기의 관통력을 상승시켜주며 또한 공격등급을 1 올릴 수 있다. 유료 영입 캐릭터였으나 르네상스 업데이트로 인해 무료 영입도 가능해졌다. 석궁 자체의 관통 수치와 스탠스의 버프, 직업 스킬을 통하여 관통력을 올릴 수 있어 PvP와 레이드에서 강한 면모를 보여주었다. 별자리 스탠스 '섀도우 스팅'을 익힐 수 있다.
- 코임브라 트루퍼(Coimbra Trooper) - 힘 50/민첩 50/체력 80/기술 50/지능 30/매력 30

- 초기 레벨: 20
- 직업 스킬: 프로보크
- 착용가능 무기계열: 검, 둔기, 방패, 폴암
- 착용가능 방어구계열: 메탈아머, 레더아머, 레더아머(파이터)

코임브라를 지키는 병사 NPC. 리볼도외나 오슈의 병사와는 다르게 남성 NPC밖에 존재하지 않는다. 파이터의 직업 스킬인 '프로보크'를 사용할 수 있어 탱커로 유용하게 쓰인다. 초기에는 단순한 외모때문에 사용하는 사람이 드물었으나, 익스퍼트 스탠스 '크루세이더'의 업데이트를 통해 파이터의 탱커자리를 위협하게 되었다. 하지만 파이터보다 기본 지능 능력치가 낮기 때문에 마법 저항력이 낮으며, 마법공격을 하는 적에게 파이터보다 대미지가 더 들어오게 된다(동급의 장비를 착용한다는 전제하에). 별자리 스탠스 '에퀴테스', '크루세이더', '트로나다 크루스'를 익힐 수 있다.
- 호세 꼬르타사르(Jose Cortasar) - 힘 50/민첩 40/체력 50/기술 70/지능 50/매력 40

- 초기 레벨: 60
- 직업 스킬: 시즈
- 착용가능 무기계열: 캐논, 폴암
- 착용가능 방어구계열: 메탈아머, 레더아머, 레더아머(파이터)

코임브라 경비대의 일원이다. 최초로 업데이트된 캐논계열 영입캐릭터이다. 베테랑 이전의 '시즈 버스트'에서는 기본 타격공격이 불가능하다. 베테랑 스탠스인 '기간틱 막스맨쉽'부터는 기본 타격이 가능하다. 직업 스킬로 '총기 제작(캐논)'을 가지고 있었으나 업데이트를 통해 '시즈'를 얻게 되었다. 시즈 상태가 되면 공격력/공격속도/크리티컬율/명중률이 증가하며 스킬 캐스팅 속도가 빨라지만, 이동속도가 매우 느려지고 방어력이 감소하며 방어등급이 -2가 된다. 별자리 스탠스 '디몰리션 버스트'를 익힐 수 있다.

#### 오슈
- 가르시아 힝기스(Garcia Heungys) - 힘 60/민첩 60/체력 60/기술 70/지능 30/매력 30

- 초기 레벨: 60
- 직업 스킬: 쉐도우 트리거
- 착용가능 무기계열: 권총, 레이피어
- 착용가능 방어구계열: 레더아머, 레더아머(파이터)

브리스티아의 유민. 시몬과는 막역한 사이. 몬토로를 증오하고 있는 것 같다. 레이피어와 권총을 다룰 수 있다. 하지만 레이피어(라피에르)를 사용하기에도 권총(원티드 샷)을 사용하기에도 어중간한 능력치를 지니고 있다. 영입 난이도에 비해 캐릭터 성능이 좋지 않아서 고자르시아라고 불리기도 한다. 직업 스킬인 '쉐도우 트리거'는 처음 사용하면 방어 등급과 면역력을 높여주는 '쉐도우 트리거' 버프가 발동되며 한번 더 사용하면 공격 등급과 관통력을 높여주는 '샤이닝 트리거' 버프가 발동된다. 별자리 스탠스 '라피에르'와 '원티드 샷'을 익힐 수 있다.
- 구르트루데 페터슨(Gurtrude Peterson) - 힘 70/민첩 55/체력 70/기술 50/지능 30/매력 30

- 초기 레벨: 60
- 직업 스킬: 지력빙권
- 착용가능 무기계열: 각반, 너클
- 착용가능 방어구계열: 레더아머, 레더아머(파이터), 레더아머(스카우트)

오슈의 탐정. 본국에서도 유명한 탐정인 모양. 린든의 뒷조사에 흥미가 있는 듯 보인다. 개척 퀘스트를 진행하다보면 탐정 일을 하는 것이 자기가 여성을 쫓아다니기 위함인 것 같은 매우 의심스러운 캐릭터이다. '무경오서 - 대지의 장'을 사용한다 직업 스킬인 '지력 빙권'은 모든 속성 공격력과 저항력이 증가하고 관통력과 면역도가 높아지며 공격시 적을 '마비'에 걸리게 한다. 또한 '마비'에 걸린 적에게 1.5배 추가 대미지를 줄 수가 있다. 별자리 스탠스인 '무경오서 - 마샬 아츠'를 익힐 수 있다.
- 로르크 푸르홀렌(Lorch Purrhollen) - 힘 40/민첩 60/체력 50/기술 80/지능 50/매력 30

- 초기 레벨: 60
- 직업 스킬: 인펄트레이션
- 착용가능 무기계열: 샷건, 특수샷건
- 착용가능 방어구계열: 레더아머, 레더아머(스카우트), 코트, 코트(머스킷티어)

오슈의 총포상인. 그라나도 최초 '미소년' 컨셉으로 나온 NPC. 특징으로 남,여를 가리지 않고 좋아하는 듯한 말투를 쓴다. 샷건을 전문적으로 다루지만 그레이스 베르넬리에게 밀렸다. 그러나 트랩을 같이 사용하는 익스퍼트 스탠스 덕분에 재조명 받게 되었다. 직업 스킬로는 '산탄총 제조(석궁/샷건)'가 있었으나, 패치를 통해 '인펄트레이션'이라는 몬스터 공격력과 명중률을 올려주는 버프 스킬로 바뀌었다. 별자리 스탠스인 '듀얼 블래스터'를 익힐 수 있다.
- 미 카자라이네(Mi Kajaraine) - 힘 60/민첩 70/체력 50/기술 60/지능 70/매력 30

- 초기 레벨: 60
- 직업 스킬: 마법 증폭
- 착용가능 무기계열: 레이피어, 빙한팔찌
- 착용가능 방어구계열: 레더아머, 레더아머(파이터), 로브

오슈의 마법도구상인. 패션에도 상당한 관심을 가지고 있어 앙드레를 뛰어넘고 싶어한다. 파이터의 레이피어 스탠스에 워록의 빙한계열 스탠스를 더한 혼합 계열 스탠스를 사용한다. 직업 스킬로 '잡화 제조(보석류/액세서리)'를 보유하고 있었으나 패치로 '마법 증폭'이라는 스킬을 직업 스킬로 얻게되었다. 마법 증폭은 스쿼드 원에게 적용되는 버프 스킬로 마법 공격력과 마법 관통력이 상승한다. 별자리 스탠스인 '라피에르'와 전용 별자리 스탠스인 '플뢰레 글라시에르'를 익힐 수 있다.
- 발레리아(Valleria) - 힘 30/민첩 50/체력 40/기술 50/지능 80/매력 50

- 초기 레벨: 60
- 직업 스킬: 큐어
- 착용가능 무기계열: 로자리오
- 착용가능 방어구계열: 로브

베스파뇰라의 왕녀. 가브리엘라 공주의 쌍둥이 동생으로 태어나자마자 정치적 음모에 의해 신대륙 자캥 수용소 가장 깊은 곳에 가사상태로 유폐되어 있었다. 극악한 영입 난이도를 자랑한다. 발음 탓인지 '빨래'라고 자주 불린다. 전용 익스퍼트 스탠스인 '이노켄티오'는 별자리나 퀘스트로는 습득할 수 없는 익스퍼트 스탠스이다. 자캥 지하 뇌옥 미션을 클리어 해서 룰렛에서 얻거나, 레티샤의 빛나는 상자를 통해서 얻을 수 있다. 직업 스킬인 '큐어'는 힐링보다 한 단계 위의 스킬로 원거리 회복과 체력회복량을 자랑한다. 별자리 스탠스인 '인핸스 택틱스'와 전용 익스퍼트 스탠스인 '이노켄티오'를 익힐 수 있다.
- 백호(Back Ho) - 힘 75/민첩 75/체력 50/기술 50/지능 30/매력 30

- 초기 레벨: 40
- 직업 스킬: 화랑의 혼
- 착용가능 무기계열: 각반, 너클
- 착용가능 방어구계열: 레더아머, 레더아머(파이터), 레어아머(스카우트)

오슈 정문에서 만날 수 있는 NPC. 그라나도 에스파다 세상의 대한민국인 동예국에서 프릿츠를 만나러 왔다. 격투 스탠스 중 하나인 '무경오서 - 심연의 장'을 가지고 있으며 그 밖에도 '무경오서 - 바람의 장'과 '무경오서 - 대지의 장'을 가지고 있다. 유료 영입 캐릭터지만 르네상스 업데이트 이후 무료로도 영입 가능하다. 직업 스킬인 '화랑의 혼'은 염력속성 공격력과 저항력을 올려주고 관통력과 면역도를 높여주며, 공격시 적에게 일정 확률로 '스턴'을 유발한다. 또한 자신의 모든 스킬 쿨타임을 초기화한다. 별자리 스탠스 '무경오서 - 마샬 아츠'를 익힐 수 있다.
- 비센테 리오(Vicente Rio) - 힘 40/민첩 50/체력 40/기술 40/지능 80/매력 70

- 초기 레벨: 60
- 직업 스킬: 앵콜
- 착용가능 무기계열: 악기, 전격팔찌, 팔찌
- 착용가능 방어구계열: 로브

오슈의 강화상인이며 음유시인. 유료 영입 캐릭터이며 무료로도 영입이 가능하다. 전격팔찌를 이용한 워록의 전격 스탠스와 악기를 이용한 고유 스탠스를 지니고 있다. 보조 마법 캐릭터로 설정되어 있다. 별자리 스탠스인 '프렐류드'는 총알이 들지 않고 기본 대미지가 장총 익스퍼트 스탠스인 플린트락과 비교해도 손색이 없다는 장점이 있다. 단, 크리티컬이 없다는 단점이 있고 베테랑만 달성하면 써먹을 수 있는 베르넬리에 비하면 효율은 좀 부족하다고 볼 수 있다. 직업 스킬인 '앵콜'은 모든 악기연주 스킬의 레벨이 1씩 상승한다. 전용 별자리 스탠스인 '프렐류드'를 익힐 수 있다.
- 오슈 인팬트리(Auch Infantry) - 힘 40/민첩 50/체력 50/기술 80/지능 30/매력 30

- 초기 레벨: 40
- 직업 스킬: 콘센트레이트
- 착용가능 무기계열: 장총, 총검
- 착용가능 방어구계열: 레더아머, 레더아머(스카우트), 코트, 코트(머스킷티어)

오슈의 자경단. 산뜻한 제복이 인상적이다. 특히 여성 오슈 인팬트리의 다소곳한 닐링 샷 스탠스 자세로 인하여 인팬트리를 키우는 사람도 많이 있다. 낮은 기술 능력치 때문에 외면 받은 비운의 캐릭터. 현재 많은 상향이 이루어져 머스킷티어의 직업 스킬인 '콘센트레이트'도 가지고 있고, 능력치도 많이 상향되었다. 머스킷티어와는 달리 스카우트의 레더아머를 입을 수 있다는 점이 장점이다. 별자리 스탠스인 '플린트락'을 익힐 수 있다.
- 클레어(Clair) - 힘 50/민첩 70/체력 50/기술 60/지능 30/매력 50

- 초기 레벨: 40
- 직업 스킬: 베어워커 소환
- 착용가능 무기계열: 대검, 캐논
- 착용가능 방어구계열: 메탈아머, 레더아머, 레더아머(파이터)

오슈의 소켓상인. 무기와 방어구에 소켓을 뚫어주고 루민이라는 보석을 아이템 소켓에 장착하여 특정한 능력을 부여해준다. 꽤 난이도 있는 영입 퀘스트를 가지고 있었으나, 난이도가 많이 하향되어 영입하기 쉬워졌다. 고유의 대검 스탠스와 캐논 스탠스를 사용한다. 대부분 대포 계열로 성장시키는데 스탯이 다른 대검 캐릭터에게 밀리기 때문이다. 직업 스킬인 '베어워커 소환'은 '청새치'를 소모하여 커다란 귀여운 스카프를 맨 베어워커를 소환한다. 별자리 스탠스인 '테스티스 가드'(행잉 가드의 클레어 버전)와 '테스티스 버스트'(디몰리션 버스트의 클레어버전)을 익힐 수 있다.
- 티뷰론(Tiburon) - 힘 60/민첩 80/체력 40/기술 50/지능 40/매력 20

- 초기 레벨: 20
- 직업 스킬: 스프린트
- 착용가능 무기계열: 검, 망고슈
- 착용가능 방어구계열: 레더아머, 레더아머(파이터)

오슈의 꼬맹이. 신대륙 3대 초딩중 하나. 라미로와 별차이가 없는 캐릭터이다. 능력치, 스탠스(단, 라미로 - 루프가드, 티뷰론 - 테일가드) 심지어 직업 스킬마저도 같다. 역시 라미로처럼 대검 계열 스탠스를 검으로 사용하고, 세이버 계열 스탠스를 망고슈로 사용하나 검과 망고슈의 기본 대미지가 검과 세이버에 비해 많이 약함으로 효율은 좋지 못하다. 직업스킬인 스프린트는 자신의 이동속도를 100% 올려주는 스킬이다. 영입 후 레벨이 베테랑이 되면 퀘스트로 힘 스탯 10이 붙어있는 코스튬을 얻을 수 있다. 별자리 스탠스 '행잉 가드'와 '블러드 피스트'를 익힐 수 있다.
- 헬레나(Hellena) - 힘 30/민첩 30/체력 30/기술 45/지능 90/매력 75

- 초기 레벨: 60
- 직업 스킬: 메모라이즈
- 착용가능 무기계열: 빙한팔찌, 전격팔찌, 특수팔찌, 화염팔찌, 팔찌
- 착용가능 방어구계열: 로브

특정 퀘스트를 완료하고 오슈의 안전가옥으로 가면 만날 수 있는 NPC. 아르센 서커스단의 부단장으로써 모종의 이유로 인해 신대륙으로 오게되었다. 워록과 비슷한 캐릭터이다. 정령팔찌를 사용하는 스탠스인 '로드 오브 엘리멘탈' 대신 고유 베테랑 스탠스인 '포가튼 더 매직'을 사용한다. 직업 스킬로 '프로스트 소환'이라는 소환 스킬을 가지고 있었으나, 패치로 '메모라이즈'라는 스킬로 바뀌었다. 메모라이즈는 자가 버프 스킬이며 메모라이즈가 적용된 중에 사용하는 스킬의 캐스팅 시간을 대폭 줄여준다. 덕분에 캐스팅 시간이 긴것으로 유명한 '매직 오브 오컬티즘'의 마지막 스킬인 '아비스 플라레'를 순식간에 사용할 수 있다. 별자리 스탠스인 '매직 오브 오컬티즘'과 '오컬티즘 어시스턴스'를 익힐 수 있다.

#### 토르쉐 저택
- 까뜨린느(Catherine) - 힘 50/민첩 50/체력 50/기술 50/지능 50/매력 80

- 초기 레벨: 40
- 직업 스킬: 소환물 해제
- 사용가능 무기계열: 컨트롤러, 로자리오
- 사용가능 방어구계열: 레더아머, 코트, 코트(위자드), 로브

일리에 출신 토르쉐 박사가 어린나이에 죽은 딸 까뜨린느를 그리워하며 만든 자동인형. 최초의 소환계열 영입캐릭터이다. 전용 스탠스인 '마리오네뜨'를 사용하여 토르쉐 저택의 몬스터들의 미니어처를 다수 소환할 수 있어, 캐리어라는 별명을 얻었다. 하지만 중국발 오토유저들의 악용에 의해 하향 패치가 이루어졌다. 유저들은 끊임없이 소환계열 익스퍼트 스탠스를 요구하고 있지만, 악용될 우려 때문에 개발사 측은 익스퍼트 스탠스를 업데이트할 계획이 없다고 한다. 최근 익스퍼트 스탠스인 '인핸스 택틱스'를 얻긴하였지만 캐릭터와 맞지 않는 패치라는 혹평을 받았다. 아래의 전투형 까뜨린느 시리즈와 분류하기 위해 소환형 까뜨린느라고 부른다. 별자리 스탠스 '인핸스 택티스'와 최근 추가된 '마리오네뜨'의 상위형 스탠스인 전용 별자리 스탠스 '퍼펫 마스터'를 퀘스트를 통해 익힐 수 있다.
- 까뜨린느(기술)(Catherine of dexterity) - 힘 50/민첩 50/체력 50/기술 80/지능 50/매력 50

- 초기 레벨: 40
- 직업 스킬: 인형의 꿈
- 사용가능 무기계열: 검, 권총, 단검, 대검, 둔기, 레이피어, 로드, 망고슈, 방패, 빙한팔찌, 샷건, 세이버, 스태프, 장총, 전격팔찌, 총검, 특수로드, 특수팔찌, 폴암, 화염팔찌, 팔찌
- 사용가능 방어구계열: 코트, 코트(머스킷티어)

까뜨린느 시리즈는 영입시 어떤 스타일의 캐릭터를 얻을 것인가를 선택을 할 수 있다. 전투형 까뜨린느들은 그라나도 에스파다의 영입 캐릭터들 중 가장 많은 무기를 다룰 수 있으며 역시 가장 많은 스탠스를 사용할 수 있다. 어떤 이유에서인지 베테랑 스탠스와 익스퍼트 스탠스의 업데이트가 이루어지지 않고 있다가, 소환형 까뜨린느의 인핸스 택틱스 추가와 함께 베테랑 스탠스로 '아웃레이지 샷', '기간틱 블래스터', 익스퍼트 스탠스로 '크루세이더'가 업데이트되었다. 하지만 역시 전투형 까뜨린느 각각의 특성을 무시한 일괄 패치라는 혹평을 듣고 있어 건의게시판에 끊임없는 건의가 올라오고있다. 최근 추가된 총검을 이용한 전용 별자리 스탠스 '스플릿 슈터'가 추가되면서 월드크로스PvP에서 자주 등장하게 되었다. '스플릿 슈터'는 퀘스트를 통해 습득할 수 있다.
- 까뜨린느(지능)(Catherine of intelligence) - 힘 50/민첩 50/체력 50/기술 50/지능 80/매력 50

- 초기 레벨: 40
- 직업 스킬: 인형의 꿈
- 사용가능 무기계열: 검, 권총, 단검, 대검, 둔기, 레이피어, 로드, 망고슈, 방패, 빙한팔찌, 샷건, 세이버, 스태프, 장총, 전격팔찌, 총검, 특수로드, 특수팔찌, 폴암, 화염팔찌, 팔찌
- 사용가능 방어구계열: 로브

높은 지능 수치와 워록보다 높은 체력 수치로 인하여 사용하는 유저들이 꽤 있었으나, 베테랑 스탠스와 익스퍼트 스탠스가 없어 역시 버려졌다. 하지만 전용 별자리 스탠스인 '액티베이터'가 추가되어 희망이 있는 듯 보였으나 타 속성팔찌를 사용하는 캐릭터들에 비해 데미지가 낮은 이유로 다시 침체되었다.
- 까뜨린느(힘)(Catherine of strength) - 힘 80/민첩 50/체력 50/기술 50/지능 50/매력 50

- 초기 레벨: 40
- 직업 스킬: 인형의 꿈
- 사용가능 무기계열: 검, 권총, 단검, 대검, 둔기, 레이피어, 로드, 망고슈, 방패, 빙한팔찌, 샷건, 세이버, 스태프, 장총, 전격팔찌, 총검, 특수로드, 특수팔찌, 폴암, 화염팔찌, 팔찌
- 사용가능 방어구계열: 레더아머, 레더아머(파이터)

레더아머를 사용하는 캐릭터중 힘이 가장 높다. 높은 힘 수치 덕분에 단검을 들고 PvP에서 강한 면모를 보여주었기 때문에 베테랑 스탠스가 없음에도 많은 유저들이 애용하였으나 역시 익스퍼트 스탠스의 부재로 몰락하였다. 최근에 크루세이더를 익힐 수 있게 되어 사용하는 유저들이 조금 생겼다. 그리고 일반 크루세이더와는 달리 둔기 대신 검을 들고 크루세이더를 사용할 수 있어서 PvP때 경갑타입의 적을 잘 잡기도 한다. 별자리 스탠스 '크루세이더'를 익힐 수 있다.
- 까뜨린느 토르쉐(Catherine Torsche) - 힘 70/민첩 80/체력 50/기술 50/지능 40/매력 40

- 초기 레벨: 60
- 직업 스킬: 하이 타이드
- 사용가능 무기계열: 단검
- 사용가능 방어구계열: 레더아머, 레더아머(파이터)

불치병으로 세상을 떠난걸로 알려져 있었던 까뜨린느는 사실은 에르난데스 후작의 명령을 받은 몬토로에 의해서 납치되어 에르난데스 후작에게 세뇌당했다. 일류 암살자로 키워졌으나 인질을 위험한 임무에 내보낼 수 없다는 판단에 한번도 암살을 해본 적이없다. 후에 본격적인 '스트라타비스타'와 '비올라케아'의 대립이 시작되기 전에 천재 과학자이자 본국 10인 귀족, 그리고 까뜨린느의 아버지인 페르난도 토르쉐 박사를 협박하여 '스트라타비스타'에게 협조하도록 하는 목적으로 까뜨린느와 몬토로가 찾아갔지만, 개척 가문에 의해 까뜨린느는 구출된다. 정식 명칭은 까뜨린느 토르쉐이나 최근 업데이트된 '마수 유르겐'의 티저 사이트에서 '진 까뜨린느'라는 명칭으로 기재되어있다. 영입퀘스트가 상당히 어려우며 한번 난이도 하향패치가 이루어졌지만 역시 어렵다는 평을 받고 있다. 하이 타이드는 자기에게 은신을 시전하며, 투명 스킬로 감지해내기 전엔 발견할 수 없다. 별자리 스탠스 '데스 쵸핑'을 익힐 수 있다.

#### 우스티우르
- 그랑마(Grandma) - 힘 70/민첩 60/체력 90/기술 50/지능 30/매력 40

- 초기 레벨: 60
- 직업 스킬: 하이랜더 소울
- 착용가능 무기계열: 대검
- 착용가능 방어구계열: 메탈아머, 레더아머, 레더아머(파이터)

우스티우르 전진기지의 대장. 이름 그대로 신대륙 개척의 대모(大母)이다. 오슈를 세우고, 또다시 우스티우르로 건너가 개척 인생에 불을 지피고 있다. 막강한 스텟에 비해 스탠스가 아쉬운 캐릭터 별자리 스탠스인 '행잉 가드'는 현재 행잉여 가드라고 불리는 비운의 스탠스이다. 거기에 레어 영입캐릭터인 아소카의 인기에 밀려서 주가가 바닥을 치고있다. '해골 자작의 반지'의 입수 문제로 영입하기 매우 어려운 캐릭터이였으나 최근에는 업데이트 덕분에 해골 자작의 반지의 입수가 과거보다 비교적 쉬워졌다. 바이런 퀘스트를 진행하다보면 자주 마주치는 '붉은 머리 여검사'의 정체가 그랑마의 젊은 시절인 '그랑디스'이다. 직업 스킬로는 공격력과 면역도를 올려주는 '하이랜더 소울'을 사용할 수 있다. 별자리 스탠스인 '행잉 가드'를 익힐 수 있다.
- 레스큐 나이트(Rescue Knight) - 힘 60/민첩 60/체력 50/기술 70/지능 30/매력 30

- 초기 레벨: 60
- 직업 스킬: 리서시테이션
- 착용가능 무기계열: 검, 장총, 총검
- 착용가능 방어구계열: 메탈아머, 레더아머, 레더아머(파이터)

우스티우르의 병사 NPC. 개척의 선두에 앞장서고 있다. 레스큐 나이트의 또다른 이름은 구난기사단. 구난기사단은 그라나도 에스파다 내의 구호단체이며 험난한 개척의 선두에서 개척민들을 보호하고 구출하는 역할을 하고 있다.(북쪽 설원 지역으로 가보면 '설원 구난기사단'이라는 NPC들도 만나볼 수 있다.) 백 가드와 하이 가드의 중간인 디펜딩 가드와 장총 스탠스이면서도 블록이 발생하는 디펜딩 샷이라는 특이한 스탠스를 가지고 있다. 직업 스킬인 '리서시테이션'을 통해 전투 불능 상태인 캐릭터를 부활시킬 수 있어 소생 스킬이 없는 소호와 함께 포함되는 경우가 많다. 사실상 로미나와 거의 똑같이 생겼는데 다른 점이라면 구난 기사단은 금속 가면을 쓰고 있다.(이 외에도 힘 수치가 10낮고, 에퀴테스를 쓸 수 없다.) 별자리 스탠스 '플린트락'을 익힐 수 있다.
- 로미나(Romina) - 힘 70/민첩 60/체력 70/기술 70/지능 40/매력 20

- 초기 레벨: 60
- 직업 스킬: 리서시테이션
- 착용가능 무기계열: 검, 장총, 총검
- 착용가능 방어구계열: 메탈아머, 레더아머, 레더아머(파이터)

우스티우르의 구난기사단들을 이끌고 있는 기사단장. 구난기사단과 거의 같으며 힘 수치가 70으로 구난기사단보다 10높다. 직업스킬로는 리서시테이션을 보유하고 있어 팀 내 소생이나 보조 소생 등을 맡기도 한다. 구난기사단과 다르게 별자리 스탠스 '에퀴테스'를 익힐 수 있으며, '에퀴테스'는 로미나를 위해 만들어졌다는 평도 있을 만큼 뛰어난 성능을 보져주고 있다. 사격 캐릭터 중 중갑을 입을 수 있는 유일한 캐릭터이다. 별자리 스탠스인 '에퀴테스'와 '플린트락'을 익힐 수 있다.

#### 에라크
- 나르(Nar) - 힘 80/민첩 50/체력 70/기술 30/지능 30/매력 40

- 초기 레벨: 80
- 직업 스킬: 페럴 로어
- 착용가능 무기계열: 둔기, 크레센트
- 착용가능 방어구계열: 메탈아머, 레더아머, 레더아머(파이터)

에라크의 전사. 어릴 적에 에라크에 온 에밀리아의 아버지인 로렌초 박사가 '무언가'를 찾는 것을 도와주다가 '그것'을 찾았을 때 에라크에 후에 대폭발 사건이라고 부르는 급작스러운 대폭발이 일어났다. 이후 로렌초 박사는 행방불명되었으며, 그는 커서 에라크의 전사가 되었다. 그 때 로렌초 박사를 그냥 놔두고 도망간 것에 대해 지금도 후회하고 있다. 높은 스탯을 지니고 있으나 별자리 스탠스가 없었을 때는 주목받지 못했다. 그러나 곧 고유 무기인 크레센트를 사용하는 별자리 스탠스 '세미루나'가 추가된 후에 높은 대미지와 높은 체력 수치를 통해 폭주 에밀리아가 등장하기 이전까지 콜로니전을 주름잡았다. 직업 스킬인 '페럴 로어'는 영향을 받는 아군 캐릭터의 체력수치에 따라 추가적으로 체력이 상승하며 또한 독과 관련된 상태이상을 치료한다. 별자리 스탠스 '세미루나'를 익힐 수 있다.
- 아니아(Ania) - 힘 60/민첩 80/체력 60/기술 60/지능 40/매력 20

- 초기 레벨: 80
- 직업 스킬: 비스트
- 착용가능 무기계열: 둔기, 통파
- 착용가능 방어구계열: 레더아머, 레더아머(파이터)

에라크의 여전사. 나르를 오랫동안 지켜본 듯 하다. 전용 익스퍼트 스탠스인 '고르져스'를 사용하려면 고유 무기인 통파가 있어야 되는데 통파의 제작이 힘들고 워낙 고가의 아이템이어서 사용하는 사람이 별로 없다. 하지만 '고르져스'의 스킬 대부분이 중갑에 특화되어있으며 중갑계열에게 어마어마한 추가적인 대미지를 입힌다.(별자리 스탠스 '고르져스'의 3번째 스킬인 '매서커'는 중갑에게 무려 310%의 추가 대미지를 입힌다.) 직업 스킬인 '비스트'는 자기 버프 스킬이며 자신의 스탯 수치에 따라 전체적인 능력치가 향상된다. 그리고 생물형 적에게 추가적인 대미지를 줄 수 있다. 별자리 스탠스 '고르져스'를 익힐 수 있다.

#### 카스티야, 제 1주둔지
- 아드리아나(Adriana) - 힘 65/민첩 65/체력 70/기술 50/지능 50/매력 30

- 초기 레벨: 60
- 직업 스킬: 택틱스
- 착용가능 무기계열: 권총, 세이버
- 착용가능 방어구계열: 레더아머, 레더아머(파이터)

베스파뇰라 신흥 귀족의 딸. 발레아레스 해전을 비롯한 각종 해전에서 혁혁한 공을 세워 최연소의 나이에 제독의 자리에 올랐다. 카스티야 탐사를 위한 특별 함대의 사령관으로 임명되었다. 익스퍼트 스탠스로는 베스파뇰라 해군장교들이 주로 사용한다는 '커틀러스'가 있다. 세이버와 권총을 함께 사용하는 혼합공격 스탠스로서, 베테랑 스탠스가 업데이트되기전에 엄청난 인기를 누렸던 '헤븐 오어 헬'의 상위 스탠스이다. 권총과 세이버의 빠른 공격속도로 평타 대미지 딜링도 강력한 편이며, 커틀러스의 버프형 스킬인 '겟 셋'은 크리티컬 수치의 확률로 스킬 대미지를 높여주는 버프이다. 직업 스킬인 '택틱스'은 자신의 캐릭터와 모든 스쿼드원에게 '다크니스'의 상태이상 해제와 방어 관련 능력치를 약간 올려주는 버프이다. 또한 모든 스킬 저항율도 생겨난다. 전용 별자리 스탠스 '커틀러스'를 익힐 수 있다.
- 사관생도 아드리아나(Cadet Adriana) - 힘 70/민첩 70/체력 60/기술 60/지능 40/매력 30

- 초기 레벨: 60
- 직업 스킬: 콘센트레이트
- 착용가능 무기계열: 권총, 세이버
- 착용가능 방어구계열: 레더아머, 레더아머(파이터)

아드리아나가 해군 사관학교에 다니던 생도 시절의 모습. 지금보다 좀 더 공격적이었다. 레어 캐릭터이며 아드리아나와는 다르게 능력치와 직업스킬이 바뀌었으며 기존의 아드리아나보다 더욱 강력한 '커틀러스'의 모습을 볼 수 있다. 특히 '겟 셋'과 '콘센트레이트'를 같이 사용하면 스킬 크리티컬이 높은 확률로 발동된다. 직업 스킬인 '콘센트레이트'는 몬스터에 대한 추가 대미지와 크리티컬율, 명중률이 증가하는 버프 스킬이다. 별자리 스탠스 '커틀러스'를 익힐 수 있다.
- 엘리사(Elisa) - 힘 50/민첩 30/체력 40/기술 60/지능 90/매력 30

- 초기 레벨: 60
- 직업 스킬: 매스 힐링
- 착용가능 무기계열: 로자리오
- 착용가능 방어구계열: 코트, 코트(머스킷티어)

제 2 함대의 간호 장교로 부임하여 험난한 카스티야 탐사에 많은 도움을 주고 있다. 함대원들 사이에서 많은 신뢰를 받고 있다. 힐러의 포지션을 맡고 있으며 외형이 아름다워 떠오르는 영입인기 캐릭터로 부상하였다. 전용 익스퍼트 스탠스로는 각종 상태이상을 치료해주고 부가로 이로운 버프를 걸어주는 '테라피'가 있다. 그라나도에스파다의 게임상에 존재하는 대부분의 상태이상을 해제할 수 있으며 모든 스쿼드원에게 적용되는 매우 효율적인 스탠스이다. 또한 '메디테이션'과 '디바인 블레스'와 같은 체력,SP의 회복률을 높여주는 버프도 같이 발동되며 '이그노어 함'이라는 적의 디버프 공격을 일정 확률로 무시하는 버프도 발동된다. 또한 엘리사는 베테랑 스탠스 '택티컬 어시스턴스'도 있다. 하지만 엘리사는 발레리아와 비슷한 포지션을 보이고 있는데 발레리아에게는 '택티컬 어시스턴스'가 없기 때문에 형평성 논란이 있기도 한 캐릭터이다. 직업 스킬인 '매스 힐링'은 주변 8m의 내 캐릭터 전부에게 힐링을 하는 스킬이다. 스카우트의 '힐링'처럼 자동으로 시전된다. 익스퍼트 스탠스로는 별자리 스탠스인 '인핸스 택틱스'와 전용 익스퍼트 스탠스 '테라피'가 있다.
- 사관생도 엘리사(Cadet Elisa) - 힘 50/민첩 30/체력 60/기술 50/지능 80/매력 30

- 초기 레벨: 60
- 직업 스킬: 큐어
- 착용가능 무기계열: 로자리오
- 착용가능 방어구계열: 코트, 코트(머스킷티어)

엘리사가 해군 사관학교에 다니던 생도 시절의 모습. 지금보다 좀 더 여성스러웠다. 사관생도 아드리아나와 같은 레어 캐릭터이며, 힐러에게 가장 중요시되는 스탯인 체력이 기존 엘리사와 비교하여 20 더 높아졌다. 직업 스킬인 '큐어'는 스카우트의 '힐링'보다 원거리에서 더 높은 힐링을 해주는 스킬이다. 익스퍼트 스탠스로는 '인핸스 택틱스'와 '테라피'가 있다.
- 크루즈(Cruze) - 힘 80/민첩 30/체력 70/기술 30/지능 60/매력 30

- 초기 레벨: 60
- 직업 스킬: 순보
- 사용가능 무기계열: 검
- 사용가능 방어구계열: 레더아머, 레더아머(파이터), 레더아머(스카우트)

카스티야에서 머무르고 있는 용병. 실력은 제법이나 돈에 집착하는 성향이 강하다. 여기저기서 빚이 많은 듯하다. 쌍검 익스퍼트 스탠스를 사용할 수 있는 영입캐릭터이다. 직업 스킬은 아소카와 같은 순보로 근접 스킬이 대다수인 스킬을 극대화 할 수 있다. 전용 별자리 스탠스인 '퓨리어스'를 익힐 수 있다.

#### 바이런
- 다리아(Daria) - 힘 80/민첩 65/체력 60/기술 60/지능 30/매력 30

- 초기 레벨: 60
- 직업 스킬: 트리거
- 착용가능 무기계열: 검, 장총, 총검
- 착용가능 방어구계열: 레더아머, 레더아머(파이터)

일리에의 최연소 여자 장교. 가출한 동생을 찾아 휴가를 내고 바이런으로 찾아왔다. 고집이 세고 성질이 드세긴 하지만 동생을 걱정하는 착한 아가씨. 동생인 나탈리와 함께 업데이트되었다. 로미나를 토대로 다리아는 검(에퀴테스)에 특화, 나탈리는 장총(플린트락)에 특화되어 나올 것이라는 소문에 로미나의 입지가 축소 되는 듯 했으나, 메탈아머를 착용할 수 없다는 점때문에 오히려 다리아를 사용하려는 유저가 많지 않다. 직업 스킬인 트리거는 기존의 레이븐의 직업 스킬인 트리거와 동일한 스킬로 사격공격력이 상승하며, 한번 더 사용하면 물리공격력이 상승한다. 별자리 스텐스 '에퀴테스'와 '플린트락'을 익힐 수 있다.
- 레이븐(Raven) - 힘 70/민첩 70/체력 60/기술 70/지능 30/매력 30

- 초기 레벨: 60
- 직업 스킬: 트리거
- 착용가능 무기계열: 권총, 레이피어
- 착용가능 방어구계열: 레더아머, 레더아머(파이터)

바이런의 루치페르 성 집사이다. 본래 브리스티아의 첩보장교였지만 3년 전쟁 후 도주생활 중 몬토로에게 붙잡혀 그의 집사노릇을 하고 있다.(어째서인지 집사일은 만족스러운 듯) 일본에서 열린 그라나도 에스파다 3주년 이벤트에서 여성 유저들의 미중년 캐릭터 요청에 의해 만들어진 캐릭터. 하지만 애초의 컨셉과 달리 중간에 수정이 되는 바람에 미중년과는 거리가 멀어졌다. 권총과 레이피어를 사용하며 영입하기 위해서는 가르시아 힝기스가 필요하다. 고유 익스퍼트 스탠스인 '끄로즈망'은 상당히 독특한 스탠스이다. 오른손에는 권총을 왼손에는 레이피어를 착용하여 얼핏 느끼기에는 '아방세 갸르드'와 같은 혼합 계열 스탠스처럼 보이나 실은 사격 계열 스탠스이다. 사용하기 위해서는 레이피어를 착용하여야하지만 실험에 의해 레이피어의 옵션은 그다지 적용되지 않는다는 것이 밝혀졌다. 별자리 스탠스인 '라피에르'와 전용 익스퍼트 스탠스인 '끄로즈망'을 익힐 수 있다.(끄로즈망은 퀘스트를 통해서만 얻을 수 있다.)
- 리오넬(Leonele) - 힘 50/민첩 80/체력 40/기술 80/지능 40/매력 40

- 초기 레벨: 80
- 직업 스킬: 리더쉽
- 착용가능 무기계열: 권총, 장총, 총검
- 착용가능 방어구계열: 코트, 코트(머스킷티어)

바이런에서 만날 수 있는 본국 출신의 엘리트 장교. 파렐의 횡포에 시달리는 듯하다. 캐릭터 공모전에서 우승을 수상한 캐릭터이다.(Sorote님 디자인)이다. 오른손에는 장총을 왼손에는 권총을 착용하는 사격술을 사용한다. 전용 익스퍼트 스탠스인 '퍼니셔' 스탠스는 별자리나 퀘스트로는 얻을 수 없고 레티샤의 빛나는 상자나 이벤트 또는 레이드에서만 루팅할 수 있어 가격이 매우 비싸다. 퍼니셔의 스킬들은 대부분 성능이 좋지 못하다는 평이 많으나 스탠스 자체의 높은 관통력과 장총의 대미지와 사거리, 권총의 공격속도를 지닌 사기적인 평타 때문에 머스킷티어의 '언리미티드 샷'과 더불어 평타가 강력한 스탠스로도 꼽힌다. 직업 스킬인 '리더쉽'은 자신의 캐릭터와 모든 스쿼드원에게 '다크니스'의 상태이상 해제와 공격 관련 능력치를 약간 올려주는 버프이다. 전용 익스퍼트 스탠스인 '퍼니셔'를 익힐 수 있다.
- 베로니프(Berroniff) - 힘 40/민첩 30/체력 40/기술 50/지능 90/매력 70

- 초기 레벨: 60
- 직업 스킬: 알케미
- 착용가능 무기계열: 로자리오, 마법서
- 착용가능 방어구계열: 코트, 코트(위자드), 로브

바이런의 연금술사 NPC. 개척민 알러지가 있는 듯하며, 개척민들에게 매우 까칠하다. 퀘스트를 진행하다보면 사귀던 남자친구가 자신을 버리고 신대륙을 개척하러 떠난 것에서부터 시작되었다는 사실이 밝혀지며 베로니프의 대사(음.. 시.. 시..)로 미루어보아 공화파의 수장인 '시몬 아옌데'일 것이라는 설이 유력하다. (처음 베로니프를 영입 후 베로니프로 오슈의 자유의 집에 들어가면 이벤트 미션이 활성화 된다.) 기본적으로 스카우트 계열이지만 연금술로부터 얻게 된 마법력을 이용한 염력계열 공격과 버프와 디버프를 할 수 있다. 직업 스킬인 '알케미'는 대규모 인원의 디버프 해제와 체력 회복을 시켜주는 스킬이다. 전용 익스퍼트 스탠스 '에르멘티스'와 별자리 스탠스 '인핸스 택틱스'를 익힐 수 있다.
- 이온(Ion) - 힘 50/민첩 30/체력 50/기술 30/지능 80/매력 70

- 초기 레벨: 60
- 직업 스킬: 플라레
- 착용가능 무기계열: 빙한팔찌
- 착용가능 방어구계열: 로브

바이런의 항구에서 멀미하고 있는 청년. 펠리페 대공의 서자로 에르난데스 후작 밑에서 마법을 배웠다. 까뜨린느(진 까뜨린느)를 그리워하여 몰래 신대륙 행을 하였다. 이온은 2010년에 개최된 제 2차 국내 유저 NPC 공모전 대상을 수상한 캐릭터이다.(Sorote님 디자인) 빙한 계열에 특화된 워록 계열 영입캐릭터이다. 전용 익스퍼트 스탠스인 '프로스트'를 사용하며 빙마탑의 주인 자리를 빼앗긴 비운의 주인공 '엘모크'로부터 전수 받을 수 있다. 직업 스킬인 '플라레'는 공격력과 SP의 추가, 몬스터에 대한 추가 대미지 등 공격적인 측면이 강화되지만 방어력이 감소하고 저항력 감소 등 방어적인 측면이 약화되는 자신의 캐릭터들에게 걸어주는 버프이다. 전용 익스퍼트 스탠스 '프로스트'를 익힐 수 있다.
- 베아트리체(Veatrice) - 힘 40/민첩 40/체력 55/기술 50/지능 85/매력 60

- 초기 레벨: 60
- 직업 스킬: 인챈티드 암
- 착용가능 무기계열: 전격팔찌
- 착용가능 방어구계열: 코트, 코트(위자드), 로브

앱시니아 출신인 음보마의 친 누나로 어린 시절부터 뛰어난 여전사였다. 현재는 고향을 떠나 본토를 유랑 중 동생을 만나러 신대륙으로 넘어오게 된다. '검은 번개'라 불리는 암살자이기도 하다. 베아트리체는 2011년에 있었던 '나는 디자이너다 시즌1'의 1등에 뽑힌 캐릭터이다. 전격 계열에 특화된 워록 계열 영입캐릭터이다. 전용 익스퍼트 스탠스인 '템페스트'를 사용하며 퀘스트를 통하여 템페스트 스탠스 교본을 얻을 수 있다. 직업 스킬 자체가, 에보케이션 라이트닝 스킬에 존재하는 '인챈티드 암'이다. (마법공격력이 2배 이상으로 증가시켜주지만 화염,빙한,전격 저항력이 -50이 되는 버프스킬) 전용 익스퍼트 스탠스 '템페스트'를 익힐 수 있다.
- 빈센트(Vincent) - 힘 50/민첩 50/체력 60/기술 50/지능 70/매력 30

- 초기 레벨: 60
- 직업 스킬: 프렌지
- 착용가능 무기계열: 스태프, 로자리오, 마법서
- 착용가능 방어구계열: 코트, 코트(위자드), 로브

과거, 역사 뒤편에서 활동하던 'Memento Mori'라고 알려진 어둠의 집단 출신. 현재 'Memento Mori'가 꿈꾸던 세상을 만들기 위해 노력하고 있다. 빈센트 역시 베아트리체와 더불어 2011년에 있었던 '나는 디자이너다 시즌1'출신 캐릭터이다. 힐러의 포지션을 가지고 있지만 스태프를 착용하면 디버프를 맡기도 하고, 마법서를 착용하면 전용 익스퍼트 스탠스 '아비스'를 사용할 수 있으며, 보조 대미지 딜러 포지션 역할도 할 수 있다. 특히 대규모 필드 전쟁시 '아비스'의 마지막 스킬 '매스 디스트럭션'은 죽어 있는 적 캐릭터 최대 18명을 소생 못하도록 강제로 '배럭'에 돌려보내는 무서운 스킬이다. 직업 스킬인 '프렌지'는 자신의 캐릭터들에게 공격력/공격속도/이동속도를 높여주는 버프스킬. 별자리 스탠스 '인핸스 택틱스'와 전용 익스퍼트 스탠스 '아비스'를 익힐 수 있다.
- 그랑디스(Grandies) - 힘 80/민첩 60/체력 90/기술 50/지능 50/매력 30

- 초기 레벨: 60
- 직업 스킬: 그라운드 웨이브
- 착용가능 무기계열: 검, 대검, 망고슈
- 착용가능 방어구계열: 메탈아머, 레더아머, 레더아머(파이터)

몬토로의 끝없는 실험을 통하여 탄생한 '개척왕 그랑마'의 복제인간. 바이런 퀘스트를 진행하다 보면 자주 마주치는 '붉은 머리의 여검사'이다. 과거 '그랑마'의 젊은 시절의 복제인간이며, 그랑마보다 힘 스탯이 10 더 높다. 전용 익스퍼트 스탠스로 '소울 가드'와 '소울 브링거'가 있다. 일반적으로 유저들에게 사용되는 '소울 가드'는 대검 익스퍼트 스탠스로 여타 대검캐릭터들보다 힘 스탯이 높고 '소울 가드'의 첫 번째 토글형 버프스킬인 '체인지드 포지션'의 효과로 대검 캐릭터 중 단연 최고라는 평을 듣고 있다. '소울 가드'는 그랑디스 영입 후 그랑마와의 대결에서 이기면 스탠스 교본을 획득할 수 있다. '소울 브링거'는 리오넬의 '퍼니셔'처럼 레어 스탠스이다. 최근 업데이트된 '루치페르 성, 시공의 방'미션의 보스 몬토로를 잡아야 나오는 스탠스로 현재까지 전 서버에서 이 스탠스를 사용하는 사람이 손에 꼽을 정도로 매우 희귀한 스탠스이다. 검과 망고슈를 동시에 사용하며 PvP에 유리한 스킬들 위주로 나온 강력한 스탠스이다. 특히 '소울 브링거'의 첫 번째 버프스킬인 '킹 스피리트'는 공격력이 증가하고 일정확률로 적의 면역도를 무시하는 공격을 하고 자신의 스킬 캐스팅 속도를 대폭 줄여주는 스킬이다. 이 스킬을 사용하고 다른 원거리 스킬을 연계해서 사용할 때 거의 즉시시전에 가까운 속도로 스킬을 사용할 수 있다. 직업 스킬인 '그라운드 웨이브'는 반경 8m 최대 10명에게 넉백 효과와 대미지를 입히며 일정 확률로 '혼란'에 걸리게하는 공격 스킬이다. 전용 익스퍼트 스탠스 '소울 가드'와 '소울 브링거'를 익힐 수 있다.

#### 기타
- 나탈리(Natalie) -힘 60/민첩 65/체력 60/기술 80/지능 30/매력 30

- 초기 레벨: 60
- 직업 스킬: 쉐도우 트리거
- 착용가능 무기계열: 검, 장총, 총검
- 착용가능 방어구계열: 레더아머, 레더아머(파이터)

설원의 구난기사단의 중대장을 맡고있는 NPC. 어릴 적부터 언니인 다리아에게 비교당하며 자라와 열등감을 느끼고 있다. 언니의 품을 벗어나기 위해 몰래 신대륙으로 가출하게 된다. 다리아가 검(에퀴테스)에 특화된 것에 반해 나탈리는 장총(플린트락)에 특화되어 있다. 구난기사단과 비슷한 외형에 메탈아머를 착용할 수 있을 것이라는 예상이 많았으나 메탈아머를 착용할 수 없다. 직업 스킬인 쉐도우 트리거는 기존의 가르시아의 직업 스킬인 쉐도우 트리거와 동일한 스킬로 방어 등급과 면역도가 상승하며, 한번 더 사용하면 공격 등급과 관통력이 상승한다. 별자리 스탠스 '에퀴테스'와 '플린트락'을 익힐 수 있다.
- 랄프(Ralph) -힘 50/민첩 70/체력 50/기술 90/지능 30/매력 30

- 초기 레벨: 60
- 직업 스킬 ; 사일런트 무브
- 착용가능 무기계열: 석궁
- 착용가능 방어구계열: 레더아머, 레더아머(파이터)

초기에 설정이 공개되었을 때는 고고학자였으나, 실버 서버에 패치되면서부터 설정이 정보장교로 바뀌었다. 아소카의 뒤를 이은 레어 영입캐릭터이나 그랑마보다 뛰어난 성능을 가진 아소카와는 달리 오히려 칼리보다 성능이 떨어진다는 실버 서버에서의 실험결과가 나옴으로써 엄청난 비난을 받았다. 지금은 여러차례에 이은 상향과 2.5배의 대미지를 입히는 크리티컬 때문에 사용하려는 사람이 많이 늘어 레어 영입캐릭터의 구색을 갖추었다. 직업 스킬인 '사일런트 무브'는 칼리의 '새지터' 스탠스의 사일런트 무브와 같은 스킬이지만, 랄프의 전용 익스퍼트 스탠스인 '샤이닝 스팅'의 스킬들이 전부 사일런트 무브 상태에서 대미지 증가 옵션이 붙어있어 대미지를 많이 입힐 수 있다. 별자리 스탠스인 '샤이닝 스팅'을 익힐 수 있다.
- 루딘(Rudin) -힘 40/민첩 50/체력 40/기술 40/지능 90/매력 70

- 초기 레벨: 60
- 직업 스킬: 엘리멘탈 페네트레이션
- 착용가능 무기계열: 화염팔찌
- 착용가능 방어구계열: 로브

기간떼 섬에서 만날 수 있는 꼬맹이. 리오넬의 여동생이며 리오넬을 찾아 바이런으로 향하던 중 배를 잘못 타는바람에 기간떼로 오게되었다. 화염계열에 특화된 워록계열 영입캐릭터로써 워록계열임에도 불구하고 대부분의 스킬 시전시간이 짧은 점이 PvP의 강자로 떠오르게 만들었다. 전용 익스퍼트 스탠스 '이프리트'를 사용하며, 불의 섬의 '샤크미스'를 통해 전수 받을 수 있다.(또는 강화 스탠스 비전서를 통하여 구입할 수도 있다.) 직업 스킬인 '엘리멘탈 페네트레이션'은 스킬 캐스팅 속도가 소폭 감소하며 상대방의 속성저항력을 일정 무시하는 스킬이다(워록과 동일). 전용 익스퍼트 스탠스인 '이프리트'를 익힐 수 있다.
- 비키 에르네스토(Viki Arnest) -힘 40/민첩 50/체력 40/기술 50/지능 50/매력 50

- 초기 레벨: 20
- 직업 스킬: 힐링
- 착용가능 무기계열: 펜던트, 로자리오
- 착용가능 방어구계열: 레더아머, 레더아머(스카우트)

오슈 근처 테하도 베르데의 언덕에서 할아버지와 단 둘이서 살고있는 꼬맹이. 신대륙 초딩 3인방의 마지막 멤버. 할아버지는 본국 10인 귀족이자 소환계열의 막강한 실력자 '울리크'이다. 영입 퀘스트가 정말 어려운 영입캐릭터 중에 하나였었다. 지금은 난이도가 많이 하향되었지만 역시나 어려운 편. 스카우트의 회복, 버프 스탠스와 아미쿠스와 테스티스라는 고유의 소환마법을 사용한다. 하지만 그라나도의 특성상 소환 스탠스는 여러모로 장점이 없는데다. 스카우트에 비해 현저하게 떨어지는 능력치때문에 많은 사람들이 사용하지는 않는다. 최근에 비키의 소환 스탠스의 소환물들의 능력들이 어느정도 상향되었고 상위 소환 스탠스의 등장으로 다시 주목받고 있다. 별자리 스탠스인 '인핸스 택티스'와 바이런 시계탑에서 등장하는 로봇들을 소환하고 업그레이드 할 수 있는 전용 별자리 스탠스인 '트랜스 로보'를 익힐 수 있다.
- 셀바 노르떼(Selva Norte) -힘 70/민첩 70/체력 50/기술 50/지능 50/매력 30

- 초기 레벨: 60
- 직업 스킬: 데스티노
- 착용가능 무기계열: 검, 레이피어, 암실드
- 착용가능 방어구계열: 레더아머, 레더아머(파이터)

에두아르도 힝기스의 연인. 몬토로를 쫓고 있다. 설원 수프의 제작, 용사의 증표 구하기 등으로 인해 까뜨린느, 발레리아를 제외하고 최고의 영입 난이도를 자랑하는 캐릭터이다. 고유 스탠스인 '코슈마르(레이피어-베테랑)'와 '라피다 에스파다(검-익스퍼트)' 2가지를 사용하기 위해 '암실드'가 필요하다. 한 때 베테랑 스탠스 밖에 없었던 시절. PvP의 제왕이었으나 익스퍼트 스탠스의 부재로 버려지는 듯했으나 최근 라피다 에스파다를 익스퍼트 스탠스로 상향했다.(2011.08.04) 영입을 하게 되면 암실드의 레시피와 전용 베테랑-익스퍼트 스탠스인 코슈마르와 라피다 에스파다의 교본을 준다. 직업 스킬인 '데스티노'는 면역도가 증가하는 자기 버프 스킬이다. 전용 익스퍼트 스탠스인 '라피다 에스파다'를 익힐 수 있다.
- 소소(Soso) -힘 65/민첩 80/체력 50/기술 50/지능 30/매력 30

- 초기 레벨: 40
- 직업 스킬: 빙한의 혼
- 착용가능 무기계열: 각반, 너클
- 착용가능 방어구계열: 레더아머, 레더아머(파이터), 레더아머(스카우트)

휴양의 섬 기간떼에서 영입할 수 있는 유료 영입캐릭터. 모종의 임무를 띄고 그라나도 에스파다 세상의 중국인 '당인'에서 신대륙으로 넘어왔다. 르네상스 업데이트로 무료로 영입 할 수 있게되었다. '무경오서 - 바람의 장', '무경오서 - 대지의 장' 외에 '무경오서 - 빙한의 장'을 추가로 사용할 수 있다. 직업 스킬인 '빙한의 혼'이 상당히 좋아서 꽤 쓰이는 편이다. 일정 확률로 적에게 상태이상 '동빙'을 유발한다. 동빙에 걸리면 이동 할 수도 스킬이나 포션을 사용할 수도 없다. 게다가 '피격자의 전격저항력-100'으로 떨어지기 때문에 여기에 전격속성 대미지를 주면 엄청난 대미지 딜링을 할 수가 있다. 그래서 '뇌인의 너클'이나 '뇌인의 각반'을 착용시켜 추가적인 대미지를 뽑아내기도 한다. 별자리 스탠스 '무경오서 - 마샬 아츠'를 익힐 수 있다.
- 아소카(Asoka) -힘 70/민첩 65/체력 70/기술 65/지능 30/매력 30

- 초기 레벨: 40
- 직업 스킬: 순보
- 착용가능 무기계열: 검, 대검, 세이버
- 착용가능 방어구계열: 메탈아머, 레더아머, 레더아머(파이터)

일본어판 고유 캐릭터 미후유의 역수입판 캐릭터이다.(일본에선 미후유(금발)의 동생이란 컨셉으로 다시 아스카(흑발)가 추가 되었다.) 예쁜 외모와 좋은 성능으로 유저들 사이에서 인기가 높다. '월화심원류' 업데이트 이후 아소카는 대검 계열 캐릭터 중 가장 강력한 캐릭터가 되었었으나, 최근 그랑디스가 업데이트되면서 그 입지를 조금씩 잃어가고 있다. 직업 스킬인 '순보'는 빠른 이동 속도로 움직일 수 있게 해준다. 주로 돌격용으로 사용된다. '스피릿'이라는 이름이 붙은 고유 스탠스를 지니고 있으며 또한 고유 익스퍼트 스탠스 '월화심원류'를 익힐 수 있다.
- 에두아르도(Eduardo) -힘 70/민첩 70/체력 60/기술 50/지능 30/매력 50

- 초기 레벨: 60
- 직업 스킬: 화이트 그림 리퍼 소환
- 사용가능 무기계열: 권총, 레이피어, 망고슈, 세이버
- 사용가능 방어구계열: 레더아머, 레더아머(파이터)

버론만이 들어갈 수 있는 로스톨도스에서 얻을 수 있는 유료 영입캐릭터이다. 옛날 셀바와 연인관계였다. 하지만 모종의 사건으로 인해 과거의 기억을 모두 잃은 에두아르도는 그녀를 기억하지 못한다. 몬토로를 계속 쫓으면서, 자기를 쫓아오는 셀바를 무시하며 피하고 있다. 커트와 마찬가지로 르네상스 업데이트로 무료 영입을 할 수 있게 되었다. 스탠스에 '소울 오브 그림리퍼'라는 고유 스킬이 들어가있는 스탠스를 사용한다. 직업 스킬인 '화이트 그림 리퍼 소환'은 새하얀 그림 리퍼를 소환하며, 소울 오브 그림리퍼 상태에서만 사용할 수 있다. 별자리 스탠스인 '라피에르 오브 그림'을 익힐 수 있다.
- 커트(Kurt) -힘 70/민첩 70/체력 60/기술 50/지능 30/매력 50

- 초기 레벨: 60
- 직업 스킬: 화이트 그림 리퍼 소환
- 사용가능 무기계열: 권총, 레이피어, 망고슈, 세이버
- 사용가능 방어구계열: 레더아머, 레더아머(파이터)

버론들의 마을인 로스톨도스의 우두머리. 린든의 양아들. 3년전쟁 당시 뛰어난 장교로서 불사신 부대를 이끌었다. 린든과의 악연으로 그를 증오하고 있다. 버론만이 들어갈 수 있는 로스톨도스에서 얻을 수 있는 유료 영입 캐릭터이다. 여로모로 에두아르도와 비슷한 캐릭터. 스탠스에 '소울 오브 그림리퍼'라는 고유 스킬이 들어가있는 스탠스를 사용한다. 직업 스킬인 '블랙 그림 리퍼 소환'은 검은 그림 리퍼를 소환하며, 소울 오브 그림리퍼 상태에서만 사용할 수 있다. 별자리 스탠스인 '라피에르 오브 그림'을 익힐 수 있다.

## 아이템
그라나도 에스파다에는 다양한 종류의 아이템이 존재한다. 크게 '유료 아이템'과 '일반 아이템'으로 나뉘며 각각의 아이템은 '장비 아이템', '소비 아이템', '기타 아이템' 그리고 '코스튬'으로 분류된다.

### 일반 아이템

#### 무기류
무기 계열은 크게 '근접 계열', '사격 계열', '마법 계열'로 나뉘며 소환 계열 등의 기타 계열 무기도 마법 계열로 취급된다. 각각의 무기는 '소형', '중형', '대형'으로 세분화 된다.
- 근접 계열

- 각반: 소형 근접무기. 다리에 착용하여 사용한다. 격투 캐릭터들의 전용 아이템이다. 너클과 함께 착용시 방어력이 소량 증가한다.
- 너클: 소형 근접무기. 주먹에 착용하여 사용한다. 역시 격투 캐릭터들의 전용 아이템이다.
- 단검: 소형 근접무기. 짧은 리치를 가진 근접 무기. 빠른 공격속도를 자랑한다.

- 검: 중형 근접무기. 공방의 조화가 돋보이는 무기이다.
- 둔기: 중형 근접무기. 방패와 함께 착용하여 사용하는 무기. 대미지 딜링의 역할은 기대하기 힘들다.
- 레이피어: 중형 근접무기. 빠른 공격속도와 높은 크리티컬 확률을 가진 무기.
- 망고슈: 중형 근접무기. 레이피어의 왼손에 착용하여 방패처럼 사용하는 무기. 잘 쓰이지는 않는다.
- 방패: 중형 근접무기. 검이나 둔기,자벨린과 함께 착용하는 왼손 무기. 방어 등급이 오른다.
- 세이버: 중형 근접무기. 검보다 빠른 공격 속도와 대미지를 자랑하는 무기.
- 암실드: 중형 근접무기. 셀바의 전용 무기이다.
- 자벨린: 중형 근접무기. 짧은 창. 빠른 공격속도와 높은 크리티컬 확률을 자랑한다.
- 통파: 중형 근접무기. 아니아의 전용 무기이다. 아이템의 종류가 많지 않아 구하기가 힘들다.

- 대검: 대형 근접무기. 커다란 검으로 묵직한 한방을 선사한다.
- 폴암: 대형 근접무기. 커다란 창으로 다수의 적을 상대하는데 쓰인다.
- 크레센트: 대형 근접무기. 나르의 전용 무기. 역시 아이템의 종류가 많지 않아 구하기가 힘들다.

- 사격 계열

- 권총: 중형 사격무기. 빠른 공격 속도를 자랑하는 무기.
- 샷건: 중형 사격무기. 다수의 적을 제압할 때 사용하는 무기. 사거리는 짧다.
- 특수샷건: 중형 사격무기. 샷건의 아류. 각종 상태 이상을 유발한다. 로르크 전용
- 석궁: 중형 사격무기. 높은 관통력을 지닌 무기. 사거리도 제법 길다.
- 장총: 중형 사격무기. 높은 대미지와 긴 사거리가 장점인 무기.
- 총검: 중형 사격무기. 장총의 아류. 근접공격을 하는 스킬을 사용할 수 있다.

- 캐논: 대형 사격무기. 매우 긴 사정거리와 매우 강력한 대미지를 자랑하지만 공격 속도가 느린 것이 단점.

- 마법 계열

- 로드: 마법 무기는 모두 중형이다. 물리계열의 공격 마법이나 위자드의 버프를 사용할 때 쓰이는 마법 무기.
- 스태프: 위자드의 디버프 스탠스를 사용할 때 쓰이는 무기.
- 특수 로드: 위자드의 버프 스탠스와 디버프 스탠스를 모두 사용할 수 있지만. 정작 베테랑 스탠스는 사용할 수 없다.
- 악기: 리오의 전용무기. 위자드와 스카우트와는 또다른 버프를 사용할 수 있게 해준다.

- 화염 팔찌: 화염 마법을 사용할 때 쓰이는 무기.
- 빙한 팔찌: 빙한 마법을 사용할 때 쓰이는 무기.
- 전격 팔찌: 전격 마법을 사용할 때 쓰이는 무기.
- 특수 팔찌: 특수 팔찌는 다시 두가지로 나뉘게 된다. '로드 오브 엘리멘탈'이나 '매직 오브 오컬티즘'등의 염력 계열 스탠스를 사용하게 해주는 '정령 팔찌'가 있고, 이 외에 왼손에 착용하여 쌍팔찌 스탠스를 사용하게 해주는 '왼손 팔찌'가 있다. 하지만 왼손 팔찌로는 익스퍼트 스탠스를 사용할 수 없기 때문에 '왼손 팔찌'는 사용하는 사람이 없다. 하지만 최근 속성팔찌와 '왼손 팔찌'를 함께 착용하면 익스퍼트 스탠스인 '매직 오브 오컬티즘'을 사용 가능하게 만들어 주었다.

- 망치: 건설캐릭터들의 전용 무기이다. 이것을 들고 건설 스킬을 사용하면 건설물들의 공격등급과 방어등급이 높아진다.
- 컨트롤러: 소환 까뜨린느의 전용 무기이다. 이것을 들고 소환을 하면 소환물들의 공격등급과 방어등급이 높아진다.
- 펜던트: 비키의 전용 무기이다. 이것을 들고 소환을 하면 소환물들의 공격등급과 방어등급이 높아진다.

- 로자리오: 힐러계열 캐릭터들의 무기이다. 이것을 들고 있으면 힐량이 더욱 증가되며, 익스퍼트 스탠스 '인핸스 택틱스'를 사용할 수 있게 된다.
- 마법서: 베로니프와 빈센트의 전용 무기이다.

## 관련 방송
온게임넷에서 GE STORY란 그라나도 에스파다 사용자들을 대상으로 한 프로그램을 방송한 적이 있다.
MBC게임에서 GE STYLE이라는 프로그램도 있다.

## 참고 사항
- 타 가문과 동일한 '가문 명'은 만들 수 없지만 '캐릭터 명'은 서버가 같아도 가능하다.
- -ssi-가 들어간 가문 이름을 쓸 수 없다.
- 2007년 7월 24일 비치 웨어 코스튬이 추가되었다.
- 2007년 9월 11일 강력한 오토 신고 시스템이 도입되었지만 보름 만에 무력화되었다.
- 초기에는 전서버에 동일한 이름을 가진 가문명을 만들수 없었다.
- 오토 마우스 사용 유저를 차단하기 위한 오토신고 시스템이 만들어졌었으나, 르네상스 업데이트 이후 삭제되었다.

## 유료화 정책
2006년 12월 19일, 그라나도 에스파다는 기존의 정액제에서 아이템 유료화로 변경되었다.

## 알려진 문제점
- 대규모 봇 (BOT, 한국에서는 통칭 오토, 오토스틱) 방치 문제
- 불안정한 정치 시스템으로 거대당의 아이템과 상거래 독점 문제
- 2007년 6월 25일부로 한국에서의 일본어 클라이언트를 통한 일본 현지 서버에 접속하지 못하게 되었다.
- 지포스 8 시리즈 그래픽카드를 사용하는 사용자들의 화면이 4분의 1로 줄어드는 문제가 있다.